# Liste der Baudenkmäler in Passau/Ortsteile
Auf dieser Seite sind die Baudenkmäler in der niederbayerischen kreisfreien Stadt Passau zusammengestellt. Diese Tabelle ist eine Teilliste der Liste der Baudenkmäler in Bayern. Grundlage ist die Bayerische Denkmalliste, die auf Basis des Bayerischen Denkmalschutzgesetzes vom 1. Oktober 1973 erstmals erstellt wurde und seither durch das Bayerische Landesamt für Denkmalpflege geführt wird. Die folgenden Angaben ersetzen nicht die rechtsverbindliche Auskunft der Denkmalschutzbehörde.

## Baudenkmäler nach Ortsteilen

### Anger
| Lage                       | Objekt   | Beschreibung | Akten-Nr.      | Bild     |
| -------------------------- | -------- | --- | -------------- | -------- |
| Angerstraße 21a (Standort) | Wohnhaus | zweigeschossiger Massivbau in Hanglage, mit Schopfwalmdach, Kastenerkern und klassizistischer Putzgliederung, bez. 1801 | D-2-62-000-937 | BW       |
| Angerstraße 37 (Standort)  | Wohnhaus | Dreigeschossiger giebelständiger Bau mit Satteldach, im Kern spätmittelalterlich, weitgehend neu errichtet nach dem Stadtbrand 1680, neues Dachgeschoss 1874, Neugestaltung der Fassade 19. Jahrhundert                                                 | D-2-62-000-739 | BW       |
| Angerstraße 41 (Standort)  | Wohnhaus | Zweigeschossiger giebelständiger Bau mit Satteldach, barockisierender Fassadengestaltung und Stuckdekor im Giebelfeld, 1890; Holzpavillon mit Zeltdach, um 1850/51, ehemalige Bekrönung des Fünfeck-Turmes am Karolinenplatz, 1874 hierher transferiert | D-2-62-000-17  | Wohnhaus |
| Angerstraße 43 (Standort)  | Wohnhaus | Dreigeschossiger Mansarddachbau, im Kern vermutlich 17./18. Jahrhundert, neubarocke Fassade von Aristide Ostuzzi, 1897, westlich Rundbogennische mit Standfigur des hl. Johann Nepomuk, 18. Jahrhundert                                                 | D-2-62-000-18  | Wohnhaus |

### Bschütt
| Lage                                  | Objekt                                                                       | Beschreibung | Akten-Nr.      | Bild                       |
| ------------------------------------- | ---------------------------------------------------------------------------- | --- | -------------- | -------------------------- |
| Ferdinand-Wagner-Straße 3 (Standort)  | Ehemalige Propstei- und Wallfahrtskirche St. Salvator, seit 1982 Konzertsaal | Spätgotische Wandpfeilerkirche mit Polygonalabschluss, errichtet am Platz der ehemaligen Synagoge, 1479, Gewölbe 1566–1570, profaniert 1811, Wiederherstellung des Sakralraumes unter Bischof Heinrich von Hofstätter durch Georg Karl Völk, 1841–1861; mit Ausstattung | D-2-62-000-91  | weitere Bilder             |
| Ferdinand-Wagner-Straße 5 (Standort)  | Ehemaliges Propsteigebäude                                                   | Zweigeschossiger Bau mit Halbwalmdach und barocker Putzgliederung, Portal bezeichnet mit 1501, 1982 instand gesetzt; nördlich an die ehemalige Propsteikirche St. Salvator angebaut | D-2-62-000-92  | Ehemaliges Propsteigebäude |
| Ferdinand-Wagner-Straße 10 (Standort) | Landhaus, sogenannte Villa Abendruh                                          | Zweigeschossiger Schopfwalmdachbau mit neubarockem Fassadenstuck, Zierfachwerkgiebel und Salettlanbau, 1902 | D-2-62-000-787 | BW                         |
| Nähe Halser Straße (Standort)         | Wegkapelle                                                                   | Kleiner neugotischer Satteldachbau mit Treppengiebeln, bezeichnet mit 1888 | D-2-62-000-147 | BW                         |
| Oberhaus 5 (Standort)                 | Katholische Kapelle Sendung des Hl. Geistes                                  | Quadratischer Betonbau mit Fensterlünetten als Lichtgaden, von Karl-Heinz Limpert, 1964–65 | D-2-62-000-819 | BW                         |
| Oberhaus 125 (Standort)               | Veste Oberhaus, heute Museum                                                 | Baugruppe auf keilförmigem Felsmassiv zwischen Donau und Ilz, mit äußerem und innerem Burghof, von Fürstbischof Ulrich II. als Schutzburg ab 1219 errichtet, im 15. und 16. Jahrhundert erweitert, 1674–1723 Umbau und Ausbau der Befestigungsanlagen nach dem System Vauban; mit Ausstattung: Burgkapelle St. Georg, Saalbau, im Kern romanisch, erweitert Ende 13. Jahrhundert, Westturm 1507 Fürstenbau und Dürnitz (sogenannt Böhmerland), dreigeschossiger Flügelbau, im Kern 13. Jahrhundert, erweitert im 15. Jahrhundert, Vereinheitlichung der Fassaden und Attikageschoss um 1670/80 Sogenannter Schachnerscher Saalbau mit nördlichem Tortrakt, spätgotischer dreigeschossiger Saalbau mit steilem Walmdach und Rittersaal im Obergeschoss, bezeichnet mit 1499 Tollhaus, mehrgeschossiger Walmdachbau, im Kern mittelalterlich, Umbau 1. Hälfte 16. Jahrhundert Burgbrunnen, Umfassung aus Sandsteinquadern, wohl 14. Jahrhundert Torturm, fünfgeschossiger Bau mit Walmdach, im Kern 14. Jahrhundert, Vorbau mit Schopfwalm Ehemalige Kommandantur und Zeughaus mit südwestlich anschließendem sogenanntem Trenbachbau, zweigeschossiger Walmdachbau, wohl um 1570 Ehemaliges Benefiziatengebäude, dreigeschossiger Satteldachbau, wohl 2. Hälfte 16. Jahrhundert Ehemaliges Lazarettgebäude, dreigeschossiger Walmdachbau, wohl 16. Jahrhundert Ehemaliges Burgtaverne im äußeren Burgbereich, zweigeschossiger Walmdachbau, 1. Hälfte 16. Jahrhundert, 1965 zur Jugendherberge ausgebaut, nördlich mit ehemaligem Profosenturm verbunden, 1. Hälfte 16. Jahrhundert Ehemaliges Generalsgebäude im äußeren Burgbereich, mit Torbau (sogenanntes Riestor), fünfgeschossiger turmartiger Walmdachbau, bezeichnet mit 1597, barock überformt Brücke, über den Bärengraben, mit massiven Pfeilern aus Bruchstein, erneuert Ehemalige Schildwache, im äußeren Burgbereich, eingeschossiger Walmdachbau Befestigungsanlagen: Bering der Vor- und Hauptburg mit Zwingeranlagen, Schalen- und Halbtürmen, Pulvertürmen, um 1400, ausgebaut in den folgenden Jahrhunderten, fächerartiger Wallgürtel mit Bastionen und Gräben aus dem späten 17. und frühen 18. Jahrhundert, zum Teil wiederhergestellt 1988 | D-2-62-000-438 | weitere Bilder             |

### Christdobl
| Lage                          | Objekt                                               | Beschreibung | Akten-Nr.      | Bild |
| ----------------------------- | ---------------------------------------------------- | --- | -------------- | ---- |
| Christdobl 2 und 4 (Standort) | Ehemaliges Fürstbischöfliches Bräuhaus               | Langgestreckter zweigeschossiger Schopfwalmdachbau, über dem Portal Giebelfeld mit Wappen bezeichnet mit 1602, zur Linken Widderkopf aus Granit, Veränderungen im 20. Jahrhundert Östliches Nebengebäude mit Schopfwalm mit Quergiebelbau im Norden, wohl zeitgleich, überformt | D-2-62-000-648 | BW   |
| Christdobl 5 a (Standort)     | Ehemaliges Lagerhaus der Fürstbischöflichen Brauerei | Zweigeschossiger Schopfwalmdachbau, im Kern 17. Jahrhundert mit Torbogen | D-2-62-000-815 | BW   |
| Obersölden 14 (Standort)      | Innviertler Bauernhaus                               | Geschlämmter Blockbau auf Bruchsteinsockel mit Schopfwalm-Doppelgiebel und umlaufendem Schrot, Ende 17. Jahrhundert, angebauter Wirtschaftsteil mit Flachsatteldach, wohl gleichzeitig                                                                                          | D-2-62-000-723 | BW   |

### Eggendobl
| Lage                            | Objekt                                              | Beschreibung | Akten-Nr.      | Bild           |
| ------------------------------- | --------------------------------------------------- | --- | -------------- | -------------- |
| Angerstraße 1 (Standort)        | Wohn- und Geschäftshaus, ehemalige Bäckerei         | Dreigeschossiger giebelständiger Bau mit Satteldach, 19. Jahrhundert | D-2-62-000-15  | BW             |
| Angerstraße 11 (Standort)       | Wohnhaus                                            | Dreigeschossiger giebelständiger Bau mit Satteldach und historisierender Fassadengestaltung, frühes 19. Jahrhundert, aufgestockt 1889 | D-2-62-000-16  | BW             |
| Eggendobl 8 (Standort)          | Wohnhaus                                            | Dreigeschossiger Bau mit Schopfwalmdach, 1. Viertel 19. Jahrhundert | D-2-62-000-661 | BW             |
| Eggendobl 10 (Standort)         | Wohnhaus                                            | Dreigeschossiger Mansarddachbau mit Erkertürmchen, Balkons und neubarocker Fassadenzier, 2. Hälfte 19. Jahrhundert | D-2-62-000-662 | Wohnhaus       |
| Vilshofener Straße 1 (Standort) | Ehemaliges fürstbischöfliches Schlösschen Eggendobl | Zweigeschossiger Halbwalmdachbau mit barocker Putzgliederung und Figurennische, Ausbau zum Landsitz 1394, Hauskapelle 1554, barock verändert, Umbau zum Wohnhaus 1839, Teilabbruch der Anlage 1969, Steinfigur des hl. Philippus, 19. Jahrhundert | D-2-62-000-669 | weitere Bilder |

### Graneck – Ensemble Siedlung Dr.-von-Pichler-Platz
Aktennummer: E-2-62-000-2
Bei der 1928 im Stadtteil Haidenhof errichteten Mustersiedlung sind ein- und zweigeschossige Siedlungshäuser entlang der auf die katholische Pfarrkirche St. Josef ausgerichteten Graf-Zeppelin-Straße und der parallel geführten Vornholzstraße angeordnet. Im Osten und Westen schließen flankierende, zweigeschossige Wohnblöcke – mit einem Laden in der Dr.-von-Pichler-Straße 3–6 – die bebaute Fläche ab. Im Geviert von Graf-Zeppelin-Straße, Dr.-von-Pichler-Straße und abknickender Vornholzstraße liegt in der Mitte eine Grünfläche.

### Graneck
| Lage                                                           | Objekt                            | Beschreibung | Akten-Nr.      | Bild           |
| -------------------------------------------------------------- | --------------------------------- | --- | -------------- | -------------- |
| Dr.-von-Pichler-Platz 1; Nähe Dr.-von-Pichler-Platz (Standort) | Katholische Pfarrkirche St. Josef | Unverputzter Granitbau mit Ostturm und schiffartigem Saalraum, Außenbau errichtet in Anlehnung an mittelalterliche Vorbilder, erbaut nach Plänen von Michael Kurz, 1927/28; mit Ausstattung Einfriedung, aus Granitquadern errichtet, mit Einfahrtstor, gleichzeitig, südwestlich der Kirche Leichenhaus, eingeschossiger Granitbau mit Walmdach mit expressionistischen Anklängen, gleichzeitig Friedhofsummauerung | D-2-62-000-78  | weitere Bilder |
| Josef-Großwald-Weg 2 (Standort)                                | Vierseithof                       | Geschlossene Anlage, neu errichtet 1887 Wohnhaus, zweigeschossiger Satteldachbau mit Kniestock und Erdgeschossquaderung, hofseitig mit Eisenbalkon Nördlich ehemaliger Stallstadel, zweigeschossiger Satteldachbau mit Traufschrot Östlich ehemaliger Stadel, Satteldachbau Südlich Nebengebäude, Satteldachbau Vier Hoftore                                                                                         | D-2-62-000-740 | Vierseithof    |

### Hacklberg
| Lage                          | Objekt                                                                             | Beschreibung | Akten-Nr.      | Bild           |
| ----------------------------- | ---------------------------------------------------------------------------------- | --- | -------------- | -------------- |
| Bräuhausplatz 1–17 (Standort) | Brauerei Hacklberg, Teil des ehemaligen Sommerschlosses der Passauer Fürstbischöfe | Vielgliedrige Anlage mit Bauten des 18. bis 20. Jahrhunderts: Ehemalige Reitschule, später Mälzerei, Schreinerei und Wohnung, ein- bzw. zweigeschossiger Walmdachbau mit Säulenhalle und Flügelbauten, 1. Hälfte 18. Jahrhundert, erweitert vor 1826 Verwaltungsgebäude mit Gaststätte, zweigeschossiger Schopfwalmdachbau, 18. Jahrhundert, verändert 1913, barockes Portal an der Südseite bezeichnet mit 1753, Eingangsportal bezeichnet mit 1913 Sudhaus, barockisierender Hauptbau mit Walmdach und Aufsatz, seitliche Annexbauten mit Schopfwalm, errichtet unter Einbeziehung älterer Teile 1913, mit Büste des Bauherrn und Inschrifttafel, bezeichnet mit 1795 Hofanlage mit Toren, frühklassizistisch, Ende 18. Jahrhundert Ehemaliges Badhaus, jetzt Bürogebäude, zweigeschossiger frühklassizistischer Walmdachbau, um 1700, erweitert und aufgestockt um 1790 Lager- und Wohngebäude, dreigeschossiger Bau mit Schopfwalmdach und Putzgliederung, um 1800 | D-2-62-000-657 | weitere Bilder |
| Bräuhausplatz 9 (Standort)    | Ehemaliges Sommerschloss der Passauer Fürstbischöfe, sogenannter Fürstenbau        | Zweigeschossiger spätbarocker Satteldachbau mit Putzquaderung, südlich doppelstöckiger halbrunder Vorbau, bedingt durch die Anlage des ovalen Festsaales, östliches Portal bezeichnet mit 1692, nach Entwurf von Carlo Lurago, teilweise Zerstörung im Zweiten Weltkrieg, nordwestlich Reste von Umfassungsmauern. | D-2-62-000-658 | weitere Bilder |
| Fürstenweg 1 (Standort)       | Wohnhaus                                                                           | Viertelkreisförmiger zweigeschossiger Flankierungsbau mit Walmdach an der Auffahrtsallee zum Schloss Hacklberg, im Kern Anfang 18. Jahrhundert | D-2-62-000-665 | BW             |

### Haidenhof
| Lage                                                                                          | Objekt | Beschreibung | Akten-Nr.       | Bild                                                                           |
| --------------------------------------------------------------------------------------------- | --- | --- | --------------- | ------------------------------------------------------------------------------ |
| Am Schanzl 6 (Standort)                                                                       | Wohn- und Geschäftshaus                                                                                                | Dreigeschossiger Eckbau mit Mansarddach und Kastenerker, errichtet in neubarocken Formen 1896 | D-2-62-000-7    | Wohn- und Geschäftshaus                                                        |
| Bahnhofstraße 1 (Standort)                                                                    | Büro- und Verwaltungsgebäude, sogenanntes Resch-Haus, eingebunden in die neue Stadtgalerie Passau                      | Dreigeschossiges Eckhaus mit Mansarddach und polygonalem Eckerker, 2. Hälfte 19. Jahrhundert | D-2-62-000-20   | weitere Bilder                                                                 |
| Bahnhofstraße 22 (Standort)                                                                   | Fassade eines Wohn- und Geschäftshauses                                                                                | Reich gestaltet im Stil der Neurenaissance, 2. Hälfte 19. Jahrhundert | D-2-62-000-23   | weitere Bilder                                                                 |
| Bahnhofstraße 29 (Standort)                                                                   | Hauptbahnhof | Mehrgliedrige Anlage, dreigeschossiger Mittelbau mit Risalit und Mezzanin, flankiert von Flügelbauten und zweigeschossigen Pavillons, ebenfalls mit Flachwalmdächern, 1859/60, renoviert im 20. Jahrhundert | D-2-62-000-24   | weitere Bilder                                                                 |
| Bahnlinie Passau – Hauzenberg; Inn (Standort)                                                 | Eisenbahnbrücke, sogenannte Kaiserin-Elisabeth-Brücke                                                                  | Bogenbrücke mit eiserner Ständerbrücke über den Inn, seitlich historisierender Turm, erbaut 1859 | D-2-62-000-195  | weitere Bilder                                                                 |
| Innstraße 21, Bahnlinie Passau – Hauzenberg; Inn;Innstraße 15; Nähe Am Severinstor (Standort) | Fußgängerbrücke über den Inn, sogenannter Fünferlsteg                                                                  | Eisenkonstruktion auf zwei Flusspfeilern, 1916, Wiederaufbau nach Kriegsschäden 1946/47; Zugehörig ehemaliges Mauthäuschen, ein- bzw. zweigeschossiger Walmdachbau, gleichzeitig | D-2-62-000-812  | weitere Bilder                                                                 |
| Dr.-Hans-Kapfinger-Straße 22 (Standort)                                                       | Villa Bergeat | Dreigeschossiger Vierflügelbau mit zweigeschossigem Arkadenlichthof, erbaut im Stil der italienischen Renaissance, 1875, Umgestaltung von 1890 | D-2-62-000-750  | Villa Bergeat                                                                  |
| Firmianstraße 6 (Standort)                                                                    | Mietshaus | Dreigeschossiger freistehender Satteldachbau mit Zwerchgiebel und Kastenerker, nördlich geschlossene Veranda, errichtet in späthistoristischen Formen von Joseph Weiß, 1902/03 | D-2-62-000-783  | Mietshaus                                                                      |
| Franz-Stockbauer-Weg 13 (Standort)                                                            | Brauereigebäude der Löwenbrauerei Passau                                                                               | Barockisierender dreigeschossiger Industriebau mit Erdgeschossrustizierung und Putzgliederung, Turmaufbau mit Glockendach, im Giebelfeld großes Löwenrelief bezeichnet mit 1892, westlich freigestellter Backsteinschlot mit Ornamentik, Inschrifttafel bezeichnet mit 1890/92 | D-2-62-000-95   | Brauereigebäude der Löwenbrauerei Passau                                       |
| Hochstraße 5 (Standort)                                                                       | Villa | Backsteinbau in Formen der Neugotik über unregelmäßigem Grundriss mit Eckturm, bezeichnet mit 1897, renoviert 1977 | D-2-62-000-167  | Villa                                                                          |
| Hochstraße 25 (Standort)                                                                      | Wohnhaus | Eingeschossiger Schopfwalmdachbau mit Zwerchhaus und Putzgliederung, nach 1827 | D-2-62-000-168  | Wohnhaus                                                                       |
| Hollergrippe 6 (Standort)                                                                     | Wasserwerk | Zweigeschossiger Zeltdachbau, bezeichnet mit 1913 Zugehörig drei kleine Nebengebäude mit Zeltdach, errichtet in Formen der florentinischen Renaissance, wohl zeitgleich | D-2-62-000-823  | Wasserwerk                                                                     |
| Innstraße 19 (Standort)                                                                       | Auferstehungskirche der Alt-Katholischen Gemeinde                                                                      | Neuromanischer Saalbau mit Apsis, erbaut 1895, 1999–2004 umfassende Renovierung; mit Ausstattung | D-2-62-000-212  | Auferstehungskirche der Alt-Katholischen Gemeinde                              |
| Innstraße 22 (Standort)                                                                       | Mietshaus | Dreigeschossiger Mansarddachbau mit Attikazone und Zwerchgiebel in Formen des Klassizismus, stuckierte Fassade mit Kastenerker, von Julius Kempf, 1904 | D-2-62-000-213  | Mietshaus                                                                      |
| Innstraße 23 (Standort)                                                                       | Ehemaliges Exerzierhaus der Garnison Passau, heute von der Universität genutzt                                         | Eingeschossiger Backsteinbau mit Satteldach und neuromanischer Architekturgliederung, 1889, Umbau von 2005/06 | D-2-62-000-788  | Ehemaliges Exerzierhaus der Garnison Passau, heute von der Universität genutzt |
| Innstraße 40; Kleiner Exerzierplatz 15 und 15 a (Standort)                                    | Ehemaliges Augustinerchorherrenstift St. Nikola, seit 1978 Universität, gegründet 1067/74, säkularisiert 1803          | Ehemalige katholische Stiftskirche, jetzt Pfarr- und Universitätskirche St. Nikola, frühromanischer basilikaler Kernbau, Krypta 1. Viertel 12. Jahrhundert, gotischer Umbau zur Staffelhalle 3. Viertel 15. Jahrhundert, durchgreifende Barockisierung unter Leitung von Jakob Pawagner, 1715/16, profaniert 1803, wiederhergestellt als Pfarrkirche 1957; mit Ausstattung; Ehemalige Klosteranlage, Teile hiervon seit 1953 Deutschordenskloster, dreiflügelige, mehrgeschossige Konventbauten um zwei Höfe mit Arkadengängen, neu errichtet nach Plänen von Carlo Antonio Carlone d. J., 1680–1690, Südportal bezeichnet mit 1730; mit Ausstattung | D-2-62-000-214  | weitere Bilder                                                                 |
| Innstraße 74 a (Standort)                                                                     | Ehemaliger Maierhof des Klosters St. Nikola, ab 1907 städtisches Heilig-Geist- bzw. St.-Josef-Spital, jetzt Pflegeheim | Ehemalige Vierflügelanlage, drei dreigeschossige Flügel mit Walmdächern, Ostflügel mit Mansardwalmdachpavillon und Schweifgiebel, im Kern 17. Jahrhundert, barockisierender Umbau durch Josef Schwarzenberger, 1905–1909 Spitalkirche St. Josef, neubarocker Saalbau mit Dachreiter, Fassade mit Pilastergliederung und Schopfwalmgiebel, von Josef Weiß, 1909; mit Ausstattung Mariensäule, Steinsäule mit Muttergottesfigur, Anfang 20. Jahrhundert; im Innenhof | D-2-62-000-215  | weitere Bilder                                                                 |
| Innstraße 75 (Standort)                                                                       | Wohnhaus | zweigeschossiger und verputzter Ziegelbau mit Satteldach, historistischer Fassadengliederung, Durchfahrt und Altane, von Josef Schwarzenberger, 1892 | D-2-62-000-1036 | BW                                                                             |
| Innstraße 76 (Standort)                                                                       | Krankenhauskapelle im Klinikum Passau, ehemals Städtisches Krankenhaus                                                 | Saalraum mit Flachdecke, von Richard Schachner 1926/27, Ausmalung von Georg Philipp Wörlen, 1927/28, Portal gleichzeitig; mit Ausstattung | D-2-62-000-784  | Krankenhauskapelle im Klinikum Passau, ehemals Städtisches Krankenhaus         |
| Innstraße 104 (Standort)                                                                      | Ehemaliges Bauernhaus                                                                                                  | Zweigeschossiger Blockbau mit Satteldach und Giebelschrot, 1. Hälfte 19. Jahrhundert | D-2-62-000-217  | Ehemaliges Bauernhaus                                                          |
| Neuburger Straße 30 (Standort)                                                                | Villa | Zweigeschossiger historisierender Walmdachbau mit Risalit und nördlich angesetztem Eckturm, von Othmar Doblinger, 1892, Erweiterung nach Westen von Josef Weiß, 1898 | D-2-62-000-825  | weitere Bilder                                                                 |
| Neuburger Straße 49 (Standort)                                                                | Wohnhaus | Zweigeschossiger Bau mit Mansardhalbwalmdach, Mittelrisalit mit Erker, errichtet in Formen des Heimatstils, 1909/10 | D-2-62-000-418  | Wohnhaus                                                                       |
| Neuburger Straße 60 (Standort)                                                                | Schulgebäude | Dreigeschossiger Halbwalmdachbau mit konvexer Giebelzone, kleinem Zwiebelturm und Zwerchgiebel in Formen des Neubarocks, um 1900 | D-2-62-000-419  | weitere Bilder                                                                 |
| Neuburger Straße 68 (Standort)                                                                | Pfarrhaus | Zweigeschossiger Bau mit Pyramidendach und Zwerchgiebel, von Josef Wagner, 1924 | D-2-62-000-420  | weitere Bilder                                                                 |
| Neuburger Straße 70 (Standort)                                                                | Katholische Stadtpfarrkirche St. Anton                                                                                 | Zentralbau mit Südturm in Formen des Neubarocks, in Hochlage, ovaler Binnenraum mit angesetzten Querarmen, von Johann Baptist Schott und Anton Wagner, 1908–1910; mit Ausstattung | D-2-62-000-421  | weitere Bilder                                                                 |
| Neuburger Straße 90 (Standort)                                                                | Wohnhaus | Ehem. Polizeistation, dreiteiliger, dreigeschossiger Baukörper mit Satteldächern und Putzgliederung, 1924/25 | D-2-62-000-424  | Wohnhaus                                                                       |
| Neuburger Straße 115 und 115 a (Standort)                                                     | Ehemalig Gutshof und Jagdschloss, sogenanntes Schlösschen Haidenhof                                                    | Zweigeschossiger spätbarocker Putzbau mit Mansardwalmdach und Mittelrisalit mit Frontispiz, von Johann Georg Hagenauer, 1790 Ehemaliges Gesindehaus, traufständiger zweigeschossiger Putzbau mit Satteldach, nach 1800 Stadelteil eines hakenförmigen Wirtschaftshofes, Putzbau mit bretterverschaltem Kniestock und flachem Walmdach, 2. Hälfte 19. Jahrhundert Gartenanlage mit Brunnen, Figurengruppe spielender Kinder, Zinkguss, von Max Klein, Berlin, 2. Hälfte 19. Jahrhundert, sowie zwei gemauerte verputzte Pfeiler mit Resten von Skulpturen (Löwen), um 1800 Einfriedung                                                                | D-2-62-000-426  | weitere Bilder                                                                 |
| Neuburger Straße 118 (Standort)                                                               | Katholische Pfarrkirche St. Peter                                                                                      | Backsteinbau, parabolischer Grundriss mit Lichtturm, von Hansjakob Lill, 1963–65 | D-2-62-000-818  | weitere Bilder                                                                 |
| Nibelungenstraße 14 (Standort)                                                                | Mietshaus | Viergeschossiger Traufseitbau mit Balkonen in Neurenaissance-Formen, von Bonifaz Kiefer, 1904 | D-2-62-000-786  | Mietshaus                                                                      |
| Nibelungenstraße 16 (Standort)                                                                | Mietshaus | Viergeschossiger Walmdachbau in Ecklage, mit Eckerker, Balkonen und Neurenaissance-Fassade, von Karl Kieffer, um 1900 | D-2-62-000-751  | Mietshaus                                                                      |
| Ostuzzistraße 5 (Standort)                                                                    | Villa, sogenannte Glasscherbenvilla bzw. Ostuzzi-Villa                                                                 | Wohnhaus in Formen des Eklektizismus mit Anleihen bei der Architektur der italienischen Renaissance und des italienischen Barocks, viergeschossiger Bau mit Mittelrisalit, Schopfwalmdach, sowie zwei Eckerkern mit Spitzhelmen, Fassadendekor aus Stuck, Glas, Porzellan und Terrakotta, nach Plänen von Aristide Ostuzzi, 1902 | D-2-62-000-460  | weitere Bilder                                                                 |
| Schillerstraße 3 (Standort)                                                                   | Villa | Asymmetrischer zweigeschossiger Mansarddachbau über hohem Sockelgeschoss mit Freitreppe und Säulenbalkon, südlicher Trakt dreigeschossig mit Attika, in Formen des Neuklassizismus, 1891 | D-2-62-000-829  | Villa                                                                          |
| Schillerstraße 10 und 12 (Standort)                                                           | Mietshausgruppe | Dreigeschossige traufständige Mansarddachbauten mit Fassadendekor in Formen des Jugendstils, von Julius Kempf, 1908 | D-2-62-000-827  | Mietshausgruppe                                                                |

### Ensemble Ortskern Markt Hals
Aktennummer: E-2-62-000-4
Der Markt liegt auf einem schmalen, nach Norden ansteigenden Felsrücken, der von einer Schleife der Ilz eingefasst wird. Die 1376 von Kaiser Karl IV. mit Stadtrecht ausgestattete Siedlung wurde seit dem Spätmittelalter von einer Burganlage dominiert.
1517 gelangten Ort und Burg in den Besitz der bayerischen Herzöge. Die Bestätigung des Marktrechts 1585 durch Herzog Wilhelm V. führte zum Bau des Rathauses am trapezförmigen Marktplatz. Der Ort brannte mehrmals nieder. Mitte des 17. Jahrhunderts zerstörte ein Feuer die Burg, die seitdem zur Ruine verfiel. Nach dem Brand von 1810 gab man auch die als Pfarrkirche genutzte Burgkapelle auf und errichtete stattdessen die Kirche am Marktplatz. Zur gleichen Zeit erhielten die meisten Häuser ihre gegenwärtige Gestalt. Sie sind überwiegend zwei- oder dreigeschossig, giebelständig und zeigen die für die Gegend typischen Halb- oder Krüppelwalmdächer.
1945 wurden die Pfarrkirche, das Rathaus sowie weitere Gebäude durch Artilleriebeschuss stark beschädigt. Man hat sie nach dem Zweiten Weltkrieg wiederaufgebaut. Seit dem Mittelalter ist das Wasser der Ilz ein wichtiger Wirtschaftsfaktor. Der Fluss wurde sowohl für die Flößerei, zum Fischfang, als auch über Kanäle zum Antrieb von Mühlen sowie seit den 1920er Jahren zur Stromgewinnung genutzt. Von Ende 19. Jahrhundert bis zum Ersten Weltkrieg war Hals zudem Kurort.

### Hals – Baudenkmäler nach Straßen
| Lage                               | Objekt                                                                         | Beschreibung | Akten-Nr.      | Bild                                                                        |
| ---------------------------------- | ------------------------------------------------------------------------------ | --- | -------------- | --------------------------------------------------------------------------- |
| Achatiusstraße 8 und 10 (Standort) | Katholische Neben- und Wallfahrtskirche St. Achatius                           | Saalbau mit Satteldach und dreiseitig geschlossenem Chor, Fassadenturm mit Spitzhelm, im Kern 2. Hälfte 15. Jahrhundert, hallenartige Erweiterung durch Anbau von Seitenschiffen, Mitte 17. Jahrhundert; mit Ausstattung Teile der historischen Friedhofsummauerung mit eingelassenen Epitaphien Katholische Friedhofskapelle, eingeschossiger Schopfwalmdachbau mit barocker Fassadengliederung, ursprünglich quadratisch, im Kern 1727, um Leichenhaus erweitert 1939 | D-2-62-000-670 | BW                                                                          |
| Bräuhausgasse 1 (Standort)         | Katholische Pfarrkirche St Georg                                               | Saalkirche mit Nordturm, ursprünglich klassizistischer Bau von 1816 bis 1819, nach Kriegszerstörungen Wiederaufbau durch Ludwig Mooshammer und Josef Müller, 1946–1951; mit Ausstattung | D-2-62-000-691 | Katholische Pfarrkirche St Georg                                            |
| Bräuhausgasse 10 (Standort)        | Wohnhaus                                                                       | Dreigeschossiger Satteldachbau mit Kniestock und Putzgliederung, 1. Viertel 19. Jahrhundert, aufgestockt 1906 | D-2-62-000-672 | Wohnhaus                                                                    |
| Burgweg 5 (Standort)               | Ehemalige Schlosskirche St Georg                                               | Als Wohnhaus überformt, dreigeschossiger Schopfwalmdachbau mit ehemaligem Kapellenbau im Süden und Resten eines spätmittelalterlichen Turms der Burg Hals, im Kern spätgotisch, ehemalige Kapelle geweiht 1383, 1810 durch Brand beschädigt, 1819 profaniert | D-2-62-000-675 | Ehemalige Schlosskirche St Georg                                            |
| Burgweg 6 (Standort)               | Wohnhaus                                                                       | Zweigeschossiger Satteldachbau mit Traufschrot, 1. Viertel 19. Jahrhundert | D-2-62-000-676 | BW                                                                          |
| Burgweg 7; Burgweg 9 (Standort)    | Wohnhaus, sogenannte Luisen-Ruhe                                               | Mehrgliedrige historisierende Anlage, dreigeschossiger Walmdachbau mit Treppenturm, südlich anschließend zweigeschossiger Halbwalmdachbau, im Kern frühes 19. Jahrhundert oder älter, umgestaltet Ende 19. Jahrhundert | D-2-62-000-677 | Wohnhaus, sogenannte Luisen-Ruhe                                            |
| Burgweg 11 (Standort)              | Wohnhaus                                                                       | Ehemaliger Befestigungsturm, dreigeschossiger Bau mit Schopfwalmdach, teilverputztes Natursteinmauerwerk, im Kern vermutlich mittelalterlich | D-2-62-000-678 | Wohnhaus                                                                    |
| Burgweg 13 (Standort)              | Wohnhaus                                                                       | Zweigeschossiger giebelständiger Halbwalmdachbau, errichtet aus Natursteinmauerwerk der Burgruine, nach 1810 | D-2-62-000-836 | Wohnhaus                                                                    |
| Burgweg 6 und 15 (Standort)        | Burgruine Hals                                                                 | Spätmittelalterliche Anlage mit hohen Mauerfragmenten des ehemaligen Wohnbaus, Verfall nach Brandschäden 1663, Einsturz der Kernburg 1810 Ehemaliges mittleres Torhaus, Bruchsteinmauerwerk; auf einem Felsrücken innerhalb der großen Ilzschleife | D-2-62-000-679 | weitere Bilder                                                              |
| Färbergasse 1 (Standort)           | Wohnhaus                                                                       | Dreigeschossiger giebelständiger Bau mit Putzgliederung und Schopfwalm, im Kern wohl 17./18. Jahrhundert | D-2-62-000-680 | Wohnhaus                                                                    |
| Färbergasse 3 (Standort)           | Wohnhaus                                                                       | Zweigeschossiger giebelständiger Bau mit Schopfwalm, am Türsturz bezeichnet mit 1662. | D-2-62-000-681 | Wohnhaus                                                                    |
| Färbergasse 5 (Standort)           | Wohnhaus                                                                       | Zweigeschossiger giebelständiger Bau mit Halbwalmdach, wohl 17. Jahrhundert, erneuert | D-2-62-000-682 | Wohnhaus                                                                    |
| Färbergasse 9 (Standort)           | Wohnhaus mit Laden                                                             | Zweigeschossiger Schopfwalmdachbau in Ecklage, im Kern noch 18. Jahrhundert, erneuert | D-2-62-000-684 | Wohnhaus mit Laden                                                          |
| Ilzleite 63 (Standort)             | Grenzstein des Festungsrayons der Veste Oberhaus                               | Granitstein mit Wappen, bezeichnet mit 1826 | D-2-62-000-687 | BW                                                                          |
| Landrichterstraße 2 (Standort)     | Wohnhaus                                                                       | Zweigeschossiger breitgelagerter Schopfwalmdachbau, im Kern 17. Jahrhundert | D-2-62-000-688 | BW                                                                          |
| Marktplatz 1 (Standort)            | Ehemaliges Gerichtsschreiberhaus, 1821 bis 1899 Schulhaus, bis 1972 Rathaus    | Dreigeschossiger Giebelbau, im Kern 2. Hälfte 17. Jahrhundert, nach Brandschäden 1810 erneuert 1821, aufgestockt 1879, nach Kriegsschäden wiederaufgebaut 1949/50, Hausfigur des hl. Florian und Wappen, barock | D-2-62-000-690 | Ehemaliges Gerichtsschreiberhaus, 1821 bis 1899 Schulhaus, bis 1972 Rathaus |
| Marktplatz 3 (Standort)            | Ehemaliger Gasthof zum Hofwirt                                                 | Dreigeschossiger Giebelbau mit Schopfwalm, barocker Putzgliederung und nordöstlich abgeschrägter Ecke, 2. Hälfte 17. Jahrhundert | D-2-62-000-692 | Ehemaliger Gasthof zum Hofwirt                                              |
| Marktplatz 4 (Standort)            | Wohnhaus                                                                       | Dreigeschossiger Schopfwalmbau in Ecklage mit barocker Fassadenzier, wohl 18. Jahrhundert | D-2-62-000-693 | Wohnhaus                                                                    |
| Marktplatz 5 (Standort)            | Wohnhaus                                                                       | Zweigeschossiger Giebelbau mit Halbwalmdach, um 1800 | D-2-62-000-694 | Wohnhaus                                                                    |
| Marktplatz 6 (Standort)            | Gasthaus                                                                       | Zweigeschossiger Schopfwalmdachbau, 2. Hälfte 17. Jahrhundert | D-2-62-000-695 | weitere Bilder                                                              |
| Marktplatz 7 (Standort)            | Wohnhaus mit Laden                                                             | Zweigeschossiger Schopfwalmdachbau in Ecklage, 18. Jahrhundert und frühes 19. Jahrhundert | D-2-62-000-696 | weitere Bilder                                                              |
| Marktplatz 8 (Standort)            | Wohnhaus                                                                       | Dreigeschossiger giebelständiger Bau mit barocker Putzgliederung, Okuli und vorgelegter Treppe, 2. Hälfte 17. Jahrhundert | D-2-62-000-697 | Wohnhaus                                                                    |
| Mühlengasse 4 (Standort)           | Wohnhaus                                                                       | Zweigeschossiger Satteldachbau mit hölzernen Lauben und Dachhaus, im Kern 19. Jahrhundert | D-2-62-000-698 | weitere Bilder                                                              |
| Perlfischerweg 1 (Standort)        | Wohnhaus                                                                       | Zweigeschossiger giebelständiger Bau mit Schopfwalm und Fußgängerdurchgang, 1. Hälfte 19. Jahrhundert | D-2-62-000-699 | Wohnhaus                                                                    |
| Pfarrhofweg 1 (Standort)           | Ehemaliger katholischer Pfarrhof                                               | Zweigeschossiger Bau mit Halbwalmdach und Okuli, nach Brand wieder aufgebaut 1658 (bezeichnet über Türsturz), instand gesetzt 1982; mit Ausstattung | D-2-62-000-700 | BW                                                                          |
| Pustetweg (Standort)               | Denkmal für Anton Niederleuthner, königlicher Oberamtsrichter in Passau        | Rückenlehne einer steinernen Sitzbank mit Inschrift, wohl um 1900 | D-2-62-000-705 | weitere Bilder                                                              |
| Pustetweg 2 (Standort)             | Wohnhaus, Geburtshaus von Friedrich Pustet (1798–1882), sogenanntes Pustethaus | Dreigeschossiges Giebeleckhaus mit historisierender Fassadengestaltung, im Kern 18. Jahrhundert, Aufstockung und neue Fassadengestaltung Ende 19. Jahrhundert | D-2-62-000-701 | weitere Bilder                                                              |
| Pustetweg 6 (Standort)             | Wohnhaus                                                                       | Zweigeschossiger Traufseitbau mit Schopfwalm, Türumrahmung aus Granit, am Sturz bezeichnet mit 1778 | D-2-62-000-703 | Wohnhaus                                                                    |
| Pustetweg 12 (Standort)            | Wohnhaus                                                                       | Zweigeschossiger freistehender Bau mit Schopfwalmdach, um 1800 | D-2-62-000-704 | weitere Bilder                                                              |

### Ilzstadt
| Lage                            | Objekt                                             | Beschreibung | Akten-Nr.      | Bild                                               |
| ------------------------------- | -------------------------------------------------- | --- | -------------- | -------------------------------------------------- |
| Am Goldenen Steig 1 (Standort)  | Ehemalige Mädchenschule, jetzt Kindergarten        | Dreigeschossiger Flachwalmdachbau mit zwei Eckrisaliten, 1884 | D-2-62-000-923 | Ehemalige Mädchenschule, jetzt Kindergarten        |
| Freyunger Straße 14 (Standort)  | Ehemaliges Gasthaus Felsen                         | Zweigeschossiger Bau mit Halbwalmdach und Giebellaube, nördlich eingeschossiger Anbau mit Satteldach, 2. Hälfte 18. Jahrhundert Südlich barocker Pavillon, zweigeschossig, mit Mansardwalmdach, 2. Hälfte 18. Jahrhundert            | D-2-62-000-97  | Ehemaliges Gasthaus Felsen                         |
| Freyunger Straße 28 (Standort)  | Wohnhaus                                           | Dreigeschossiger giebelständer Bau mit Satteldach, im Kern 17./18. Jahrhundert, Hausfigur der hl. Maria, um 1910 | D-2-62-000-98  | Wohnhaus                                           |
| Freyunger Straße 30 (Standort)  | Wohnhaus                                           | Dreigeschossiger giebelständiger Bau mit Satteldach, 1. Hälfte 19. Jahrhundert | D-2-62-000-99  | BW                                                 |
| Freyunger Straße 32 (Standort)  | Ehemaliges Gasthaus zum Freischütz                 | Dreigeschossiger Traufseitbau mit Halbwalmdach und spätbarocker Fassade, Figurennische mit Stuck verziert, erneuert nach Brandschaden 1822                                                                                           | D-2-62-000-100 | BW                                                 |
| Freyunger Straße 34 (Standort)  | Wohnhaus                                           | Zweigeschossiger giebelständiger Bau mit Schopfwalm und barockisierender Putzfassade, im Kern vermutlich mittelalterlich, Neugestaltung der Fassade 1. Hälfte 19. Jahrhundert, Inschriftenkartusche mit Löwenrelief über dem Eingang | D-2-62-000-101 | Wohnhaus                                           |
| Freyunger Straße 36 (Standort)  | Wohnhaus                                           | Dreigeschossiger giebelständiger Bau mit Satteldach und spätbarocker Putzfassade, um 1800 | D-2-62-000-102 | Wohnhaus                                           |
| Freyunger Straße 42 (Standort)  | Wohnhaus, ehemalige Kapelle St. Johannes           | Dreigeschossiger giebelständiger Bau mit Satteldach und Fassadendekor in Formen des Neurokoko, Ersterwähnung der Kapelle 1371, Neubau 1514, Umbau zum Wohnhaus 1787, Aufstockung 1892, Fassadenerneuerung 1907                       | D-2-62-000-104 | Wohnhaus, ehemalige Kapelle St. Johannes           |
| Freyunger Straße 44 (Standort)  | Wohnhaus                                           | Dreigeschossiger giebelständiger Bau mit Satteldach, vermutlich 1. Viertel 19. Jahrhundert, Nische mit Heiligenfigur, wohl gleichzeitig                                                                                              | D-2-62-000-105 | Wohnhaus                                           |
| Kirchgasse 1 (Standort)         | Wohnhaus, ehemaliges Gasthaus                      | Dreigeschossiger Eckbau mit Walmdach und zum Teil unverputztem Natursteinmauerwerk im Erdgeschoss, im Kern mittelalterlich, Dachtragwerk erneuert 1893                                                                               | D-2-62-000-237 | Wohnhaus, ehemaliges Gasthaus                      |
| Kirchgasse 2 (Standort)         | Wohnhaus, ehemaliges Gasthaus                      | Zweigeschossiger giebelseitiger Eckbau mit Satteldach und drei Flacherkern am Obergeschoss, im Kern Anfang 16. Jahrhundert | D-2-62-000-238 | Wohnhaus, ehemaliges Gasthaus                      |
| Kirchgasse 5 und 7 (Standort)   | Ehemaliges Pfarrhaus, jetzt Wohnhaus und Pfarrbüro | Zweigeschossiger Bau in Hanglage, östlicher Teil mit Walmdach, westlicher Trakt mit Satteldach, im Kern wohl 17./18. Jahrhundert | D-2-62-000-239 | Ehemaliges Pfarrhaus, jetzt Wohnhaus und Pfarrbüro |
| Kirchgasse 6 (Standort)         | Katholische Pfarrkirche St Bartholomäus            | Saalbau mit Satteldach, eingezogenem Chor und Westturm, Turm spätromanisch, Langhaus 1. Hälfte 15. Jahrhundert, Chor Mitte 15. Jahrhundert, Langhausgewölbe 1897; mit Ausstattung                                                    | D-2-62-000-240 | weitere Bilder                                     |
| Löwenmühlstraße 3 (Standort)    | Wohnhaus                                           | Zweigeschossiger Schopfwalmdachbau, dendro. dat. 1540/42, Dachstuhl dendro. dat. 1621, Neugestaltung der Fassade 1. Hälfte 19. Jahrhundert                                                                                           | D-2-62-000-339 | Wohnhaus                                           |
| Löwenmühlstraße 5 (Standort)    | Ehemaliger Gasthof Hüttinger                       | Dreigeschossiger giebelseitiger Bau mit versetzter Front und Satteldach, wohl zwei Häuser zusammengefügt, im Kern 16. Jahrhundert | D-2-62-000-340 | Ehemaliger Gasthof Hüttinger                       |
| Mittelstraße 1 (Standort)       | Wohnhaus                                           | Zweigeschossiger Giebelbau mit Satteldach und historisierender Stuckfassade, im Kern 1. Hälfte 17. Jahrhundert, Neugestaltung der Fassade um 1910/20                                                                                 | D-2-62-000-408 | Wohnhaus                                           |
| Mittelstraße 3 und 5 (Standort) | Doppelhaus, ehemaliger Getreidekasten              | Dreigeschossiger Giebelbau mit versetzter Front und Flachsatteldach, Umbau zum Wohnhaus 1735 (Mittelstraße 5) und 1876 (Mittelstraße 3)                                                                                              | D-2-62-000-409 | Doppelhaus, ehemaliger Getreidekasten              |

### Innstadt
| Lage                                                         | Objekt                                                                                               | Beschreibung | Akten-Nr.      | Bild                                                                                                 |
| ------------------------------------------------------------ | --- | --- | -------------- | --- |
| Am Severinstor 4 (Standort)                                  | Ehemaliges Stadttor, sogenanntes Severinstor                                                         | Bruchsteinmauerwerk mit Walmdach und Teil der Wehrmauer, Anfang 15. Jahrhundert (Siehe auch Stadtbefestigung) | D-2-62-000-11  | Ehemaliges Stadttor, sogenanntes Severinstor                                                         |
| Innstadtkellerweg 1 und 1 a (Standort)                       | Wohnhaus                                                                                             | Zweigeschossiger Schopfwalmdachbau mit Putzgliederung, Mitte 19. Jahrhundert, langgestrecktes Gebäude, östlich an die Wallfahrtsstiege angebaut | D-2-62-000-202 | Wohnhaus                                                                                             |
| Innstadtkellerweg 9 (Standort)                               | Wallfahrtsstiege Mariahilf                                                                           | Überdachte Treppenanlage vom Innstadtkellerweg bis zur Wallfahrtskirche Mariahilf, 321 Stufen, 1862/64 | D-2-62-000-203 | weitere Bilder                                                                                       |
| Innstadtkellerweg 11 (Standort)                              | Ehemaliges Refektorium des Kapuzinerklosters von 1662                                                | Zweigeschossiger langgestreckter Satteldachbau, um 1850 zu Sommerkeller und Tanzsaal der Flad`schen Brauerei umgebaut, 1954 verändert | D-2-62-000-204 | BW                                                                                                   |
| Jahnstraße 3 (Standort)                                      | Turnhalle                                                                                            | Zweigeschossiger historisierender Schopfwalmdachbau mit Inschrift, südlich angeschlossen eingeschossiger Hallenbau mit Schweifgiebel und Dachreiter, von Julius Kempf, bezeichnet mit 1906 | D-2-62-000-841 | Turnhalle                                                                                            |
| Kapuzinerstraße 3 (Standort)                                 | Wohnhaus                                                                                             | Zweigeschossiger Walmdachbau mit Dachhaus und östlich angeschlossenem Traufseitbau, zur Innseite polygonaler Vorbau und Balkon mit schmiedeeiserner Balustrade, reiche historisierende Fassadengliederung, Ende 19. Jahrhundert | D-2-62-000-832 | weitere Bilder                                                                                       |
| Kapuzinerstraße 8; Nähe Kapuzinerstraße (Standort)           | Wohnhaus                                                                                             | Dreigeschossiger Walmdachbau, im Kern 1. Hälfte 18. Jahrhundert, Umbauten Ende 18. und 19. Jahrhundert Einfriedung, Pfeiler mit Eisengittern, Ende 19. Jahrhundert Brunnen, sogenannter Josefsbrunnen im Garten, 1732 | D-2-62-000-744 | Wohnhaus                                                                                             |
| Kapuzinerstraße 12 (Standort)                                | Ehemaliges Gasthaus zur Schnecke                                                                     | Zweigeschossiger Bau in Ecklage mit Flachsatteldach, 1. Hälfte 19. Jahrhundert | D-2-62-000-224 | Ehemaliges Gasthaus zur Schnecke                                                                     |
| Kapuzinerstraße 13 (Standort)                                | Mietshaus                                                                                            | Dreigeschossiger freistehender Zeltdachbau mit reichem Fassadendekor im historisierenden Stil, Ende 19. Jahrhundert; Gartentor gleichzeitig | D-2-62-000-225 | weitere Bilder                                                                                       |
| Kapuzinerstraße 19 (Standort)                                | Villa                                                                                                | Zweigeschossiger traufständiger Putzbau mit übergiebeltem Mittelrisalit und spätklassizistischer Fassadengliederung, von Anton Nieblich, wohl 1881/82 Rückwärtiger Altananbau 1899 | D-2-62-000-984 | Villa                                                                                                |
| Kirchenplatz 1 (Standort)                                    | Wohnhaus                                                                                             | Dreigeschossiger Walmdachbau in Ecklage mit Flacherker, Erdgeschossrustizierung und Fassadendekor 17. Jahrhundert, 1962 Einbau der Sparkassenfiliale, Umbau von 1982, weitere Baumaßnahmen im 20./21. Jahrhundert | D-2-62-000-231 | Wohnhaus                                                                                             |
| Kirchenplatz 2 (Standort)                                    | Wohnhaus mit Laden                                                                                   | Dreigeschossiger giebelständiger Bau mit Halbwalmdach, 17. Jahrhundert, Portal an der Hofseite bezeichnet mit 1646, Ladeneinbau vor 1853, zahlreiche Baumaßnahmen 20. Jahrhundert | D-2-62-000-232 | Wohnhaus mit Laden                                                                                   |
| Kirchenplatz 3 (Standort)                                    | Wohnhaus mit Laden                                                                                   | Dreigeschossiger Halbwalmdachbau in Ecklage mit gotischem Flacherker und barockem Fassadendekor, im Kern wohl noch 2. Hälfte 15. Jahrhundert, Wiederaufbau im 17. Jahrhundert, Ladengestaltung von 1948, zahlreiche Baumaßnahmen 19./20. Jahrhundert | D-2-62-000-233 | Wohnhaus mit Laden                                                                                   |
| Kirchenplatz 4; Lederergasse 1 (Standort)                    | Wohnhaus, seit 1696 Wirtshaus zum Schwarzen Adler, 1683 Botschaftsquartier                           | Dreigeschossiger Walmdachbau in Ecklage mit reicher barocker Putzfassade mit Stuckdekor und Steinfigur der Maria, 18. Jahrhundert, Fassade um 1720, wohl um 1810 nach Westen verlängert, Portale an der Lederergasse bezeichnet mit 1810 bzw. 1589 | D-2-62-000-234 | Wohnhaus, seit 1696 Wirtshaus zum Schwarzen Adler, 1683 Botschaftsquartier                           |
| Kirchenplatz 5 (Standort)                                    | Katholische Pfarrkirche St Gertraud                                                                  | Klassizistischer Saalbau mit Westturm, nach Brand 1809 unter Verwendung spätgotischer Mauerteile des Vorgängerbaus nach Plänen des Kreisbauinspektors Joseph Anton von Ranson, neu errichtet durch Maurermeister Augustin Allgeyer 1812–1816, Anbau einer Sakristei nordöstlich am Chor 1852/53 (abgebrochen 2005), Wandpfeiler im Inneren durch den Bildhauer Christian Jorhan d. J., Turm 1855; mit Ausstattung | D-2-62-000-235 | Katholische Pfarrkirche St Gertraud                                                                  |
| Lederergasse 2 (Standort)                                    | Wohnhaus                                                                                             | Zwei- bzw. dreigeschossiger freistehender Bau mit geschweiftem Blendgiebel in Formen des Historismus, letztes Drittel 19. Jahrhundert, im Kern älter, 2012 Dachtragwerk erneuert, weitere Umbauten und Veränderungen 20./21. Jahrhundert | D-2-62-000-278 | weitere Bilder                                                                                       |
| Lederergasse 3 (Standort)                                    | Ehemaliges Gasthaus zum Goldenen Einhorn                                                             | Zweigeschossiger giebelständiger Bau mit Halbwalm, spätgotischem Flacherker an der Ostseite und Fassadendekor, 15.–18. Jahrhundert | D-2-62-000-279 | Ehemaliges Gasthaus zum Goldenen Einhorn                                                             |
| Lederergasse 4 (Standort)                                    | Wohnhaus                                                                                             | Zweigeschossiger Giebelbau mit Satteldach, rückseitig mit Schopfwalm, Wiederaufbau von 1812, im Kern älter, Fassade im Stil des Neubarocks | D-2-62-000-280 | weitere Bilder                                                                                       |
| Lederergasse 5 und 7 (Standort)                              | Wohnhaus                                                                                             | Zwei- bzw. dreigeschossiger Bau mit Vorschussmauer, im Kern noch 17./18. Jahrhundert, barocke Fassade um 1900 zum Teil verändert, grundlegender Umbau von 1981 | D-2-62-000-281 | weitere Bilder                                                                                       |
| Lederergasse 8 (Standort)                                    | Wohnhaus                                                                                             | Zweigeschossiger Bau mit Vorschussmauer, 19. Jahrhundert, im Kern älter | D-2-62-000-283 | weitere Bilder                                                                                       |
| Lederergasse 10 (Standort)                                   | Wohnhaus                                                                                             | Schmaler dreigeschossiger giebelseitiger Bau mit geschweiftem Blendgiebel, Fassade im Formen des Historismus, letztes Drittel 19. Jahrhundert, im Kern älter | D-2-62-000-284 | weitere Bilder                                                                                       |
| Lederergasse 11 (Standort)                                   | Wohnhaus                                                                                             | Dreigeschossiger giebelseitiger Bau mit Halbwalmdach, im Kern wohl 16./17. Jahrhundert, 1977 umgebaut | D-2-62-000-285 | weitere Bilder                                                                                       |
| Lederergasse 14 (Standort)                                   | Wohnhaus                                                                                             | Dreigeschossiger Bau mit Vorschussmauer und gotischen Fenstergewänden im 1. Obergeschoss, im Kern 15./16. Jahrhundert | D-2-62-000-286 | weitere Bilder                                                                                       |
| Lederergasse 15 (Standort)                                   | Wohnhaus                                                                                             | Dreigeschossiger giebelseitiger Bau mit Halbwalmdach, im Kern wohl hochmittelalterlich, 1989 umgebaut und Dachgeschoss zu Wohnzwecken ausgebaut. | D-2-62-000-287 | weitere Bilder                                                                                       |
| Lederergasse 16 (Standort)                                   | Wohnhaus                                                                                             | Dreigeschossiger giebelseitiger Bau mit Halbwalmdach, im Kern wohl 15./16. Jahrhundert, Umbauten und Veränderungen 20. Jahrhundert | D-2-62-000-288 | weitere Bilder                                                                                       |
| Lederergasse 17 (Standort)                                   | Ehemals Gasthaus Goldenes Kreuz                                                                      | Zweigeschossiger Bau mit spätbarocker Fassade, Vorschussmauer und gerade zweiläufige Freitreppe, im Kern wohl noch 15./16. Jahrhundert, Fassade um 1770, 1988 zum Pfarrzentrum der Pfarrkirche St. Gertraud umgebaut. | D-2-62-000-289 | weitere Bilder                                                                                       |
| Lederergasse 20 (Standort)                                   | Wohnhaus                                                                                             | Dreigeschossiger giebelständiger Satteldachbau, im Kern mittelalterlich, Instandsetzung 1992/93. | D-2-62-000-291 | weitere Bilder                                                                                       |
| Lederergasse 21 (Standort)                                   | Wohnhaus                                                                                             | Zweigeschossiger giebelständiger Bau mit leicht versetzter Front und Halbwalmdach, wohl 17. Jahrhundert, 1954 Dachtragwerk erneuert. | D-2-62-000-292 | weitere Bilder                                                                                       |
| Lederergasse 22 (Standort)                                   | Wohnhaus                                                                                             | Dreigeschossiger giebelständiger Bau mit Schweifgiebel in Formen des Historismus, letztes Drittel 19. Jahrhundert, im Kern wohl mittelalterlich. | D-2-62-000-293 | weitere Bilder                                                                                       |
| Lederergasse 23 (Standort)                                   | Wohnhaus                                                                                             | Zweigeschossiger giebelständiger Bau mit Schopfwalmdach, Obergeschoss über Konsolen zum Teil vorkragend, mit gotischem Fenstergewände, 15./16. Jahrhundert | D-2-62-000-294 | weitere Bilder                                                                                       |
| Lederergasse 24 (Standort)                                   | Wohnhaus                                                                                             | Viergeschossiger giebelständiger Bau mit Schopfwalmdach, 19. Jahrhundert, im Kern wohl älter. | D-2-62-000-295 | weitere Bilder                                                                                       |
| Lederergasse 25 (Standort)                                   | Wohnhaus                                                                                             | Dreigeschossiger giebelseitiger Bau mit Schopfwalmdach, im Kern wohl 15./16. Jahrhundert, 1991 nach Brand Dachtragwerk erneuert. | D-2-62-000-296 | weitere Bilder                                                                                       |
| Lederergasse 26 (Standort)                                   | Wohnhaus                                                                                             | Viergeschossiger Bau mit Giebel-Vorschussmauer, 19. Jahrhundert, im Kern zum Teil älter, Umbau 1984, Ausbau des Dachgeschosses zu Wohnzwecken 1998. | D-2-62-000-297 | weitere Bilder                                                                                       |
| Lederergasse 27 a (Standort)                                 | Wohnhaus                                                                                             | Viergeschossiger Walmdachbau, im Kern wohl 17./18. Jahrhundert, nach Brand 1897 wieder aufgebaut und aufgestockt. | D-2-62-000-971 | BW                                                                                                   |
| Lederergasse 28 (Standort)                                   | Wohnhaus                                                                                             | Dreigeschossiger giebelständiger Bau mit Halbwalmdach, 19. Jahrhundert, im Kern wohl älter, 1876 umgebaut, 2004 Dachtragwerk erneuert. | D-2-62-000-299 | weitere Bilder                                                                                       |
| Lederergasse 29 (Standort)                                   | Wohnhaus                                                                                             | Dreigeschossiger Bau mit spätgotischem Portal und barockem Schweifgiebel, 15. Jahrhundert | D-2-62-000-300 | Wohnhaus                                                                                             |
| Lederergasse 30 (Standort)                                   | Wohnhaus                                                                                             | Dreigeschossiger Traufseitbau mit Satteldach, 19. Jahrhundert, 1957 Fassade neu gestaltet. | D-2-62-000-301 | weitere Bilder                                                                                       |
| Lederergasse 31 (Standort)                                   | Wohnhaus                                                                                             | Dreigeschossiger giebelständiger Bau mit Schopfwalmdach, im Kern 13. bis 15. Jahrhundert, Erweiterungen und Umbauten dat. 1405 (dendro. dat.), Dachstuhl 1809 (dendro. dat.), Umbau 20. Jahrhundert | D-2-62-000-302 | weitere Bilder                                                                                       |
| Lederergasse 32 (Standort)                                   | Wohnhaus                                                                                             | Zweigeschossiger Mansarddachbau mit Schopf in Ecklage, wohl 16./17. Jahrhundert, Entfernen eines Gewölbes 1883, Südfassade mit Figurennische und steinerner Ladeneinfassung von 1892, Garageneinbau in einem Teil der ehemaligen Werkstatt 1956, nach Brand 1994 Kompletterneuerung des Dachtragwerks 1995. | D-2-62-000-303 | weitere Bilder                                                                                       |
| Lederergasse 35 (Standort)                                   | Wohnhaus                                                                                             | Dreigeschossiger giebelständiger Bau mit Halbwalmdach, 17. Jahrhundert, 1884 Ladeneinbau, 1990 Erneuerung des Dachtragwerkes. | D-2-62-000-305 | weitere Bilder                                                                                       |
| Lederergasse 37 (Standort)                                   | Wohnhaus                                                                                             | Viergeschossiger Bau mit horizontal abschließender Fassade, im Kern wohl 15./16. Jahrhundert, 1928 Erneuerung des Dachtragwerkes, Umbau 20. Jahrhundert | D-2-62-000-306 | weitere Bilder                                                                                       |
| Lederergasse 42 (Standort)                                   | Ehemals Handwerkerhaus                                                                               | Zweigeschossiger Schopfwalmdachbau mit Madonnenrelief und zweigeschossigem Laubengang, im Kern 17./18. Jahrhundert | D-2-62-000-777 | weitere Bilder                                                                                       |
| Lederergasse 43 (Standort)                                   | Ehemals Wohnhaus                                                                                     | Seit 1982 Museum, zweigeschossiger Satteldachbau, nordseitig mit Spitzbogenportal, Holztür aus der Bauzeit und Hochwassermarke von 1501, mittelalterlich; auf dem Gelände des ehemaligen römischen Kastells Boioturum. | D-2-62-000-308 | weitere Bilder                                                                                       |
| Lederergasse 45 (Standort)                                   | Ehemals Wohnhaus und Schusterwerkstatt                                                               | Heute zugehörig zum Römischen Museum Boioturum (Lederergasse 43), dreigeschossiger Bau mit horizontal abschließender Fassade, im Kern mittelalterlich und Umfassungsmauern zum Teil mittelalterlich über ehemals römischem Kastell Boioturum (Teile der Kastellmauern frei gelegt im Rahmen des Museumerweiterungsbaus) Fassade 19. Jahrhundert, Verschmälern des Hausgangs und im Zuge dessen Versetzen der Hauseingangstür und der Fenster im EG 1904, Voruntersuchungen und Umbau 1998–2010. | D-2-62-000-309 | weitere Bilder                                                                                       |
| Lederergasse 46 (Standort)                                   | Ehemaliges Handwerkerhaus                                                                            | Dreigeschossiger Bau mit Vorschussmauer, rückwärtig mit Hochlaube, im Kern spätmittelalterlich, 1891 umgebaut, grundlegende Instandsetzung 2001. | D-2-62-000-782 | weitere Bilder                                                                                       |
| Lederergasse 47 (Standort)                                   | Wohnhaus                                                                                             | Dreigeschossiger giebelständiger Bau mit Flachsatteldach, im Kern wohl mittelalterlich, 1885 Erneuerung des Dachtragwerkes (Flachsatteldach), 1975 Einbau einer Garage. | D-2-62-000-310 | weitere Bilder                                                                                       |
| Lederergasse 49 (Standort)                                   | Wohnhaus                                                                                             | Zweigeschossiger giebelständiger Bau mit Halbwalmdach, im Kern wohl 18. Jahrhundert, 1875 Ladeneinbau, Instandsetzung 1997. | D-2-62-000-312 | weitere Bilder                                                                                       |
| Lederergasse 50 (Standort)                                   | Wohnhaus                                                                                             | Viergeschossiger Bau mit Mansarddach, erbaut 1841, 1970 modernisiert. | D-2-62-000-313 | weitere Bilder                                                                                       |
| Lederergasse 52 (Standort)                                   | Wohnhaus                                                                                             | Dreigeschossiger Walmdachbau mit geknickter Front, Obergeschoss mit spätgotischen Fenstergewänden, im Kern wohl 16./17. Jahrhundert, Umbau 18. Jahrhundert, Instandsetzung von 2006. | D-2-62-000-315 | weitere Bilder                                                                                       |
| Lederergasse 54 (Standort)                                   | Wohnhaus                                                                                             | Dreigeschossiger Mansarddachbau in Ecklage mit Runderker und barockisierendem Fassadendekor, Umbau 1890/91, Ausbau des Dachgeschosses zu Wohnzwecken 1956, kleinere bauliche Veränderungen zwischen 1967 und 1969 u. a. Anbau eines Balkons im 1. OG; südlich baulich integriert ehemaliger Wehrturm der Stadtmauer mit steilem Walmdach, frühes 15. Jahrhundert | D-2-62-000-748 | weitere Bilder                                                                                       |
| Lindental 35 (Standort)                                      | Wohnhaus                                                                                             | Zweigeschossiger Schopfwalmdachbau mit Putzgliederung, 19. Jahrhundert | D-2-62-000-316 | BW                                                                                                   |
| Linzer Straße 4 (Standort)                                   | Wohnhaus                                                                                             | Zweigeschossiger giebelständiger Bau mit Flachsatteldach, Giebelverbretterung, Schulterbogenportal und Gred, 15./16. Jahrhundert | D-2-62-000-320 | Wohnhaus                                                                                             |
| Linzer Straße 6 (Standort)                                   | Stadttor                                                                                             | Ehemals Linzer Tor, zweigeschossiger Bau mit Durchfahrt und Walmdach; Rest der angrenzenden Befestigungsmauer; im Kern noch 15. Jahrhundert | D-2-62-000-321 | weitere Bilder                                                                                       |
| Löwengrube 1 (Standort)                                      | Wohn- und Geschäftshaus                                                                              | Dreigeschossiger Eckbau mit barockisierendem Fassadendekor und Schweifgiebel, um 1800, Fassade um 1900, zahlreiche Umbauten und Veränderungen im 19./20. Jahrhundert, 1980 Dachtragwerk angehoben und erneuert. | D-2-62-000-322 | weitere Bilder                                                                                       |
| Löwengrube 2 (Standort)                                      | Ehemals Handwerkerhaus                                                                               | Zuletzt Färberei, dreigeschossiger Bau mit Vorschussmauer, barockisierendem Fassadendekor und spätgotischem Portal, im Kern 14./15. Jahrhundert, Umbau 16./17. Jahrhundert, Fassade erneuert Ende 19. Jahrhundert, Garageneinbau von 1957. | D-2-62-000-323 | weitere Bilder                                                                                       |
| Löwengrube 3 (Standort)                                      | Wohnhaus                                                                                             | Dreigeschossiger Eckbau mit Walmdach und Flacherker, Nordseite mit Stützpfeiler und hohem Sockelgeschoss, 19. Jahrhundert, im Kern älter, Ladeneinbau von 1924, 1970 und 2001 das Dachtragwerk erneuert. | D-2-62-000-324 | BW                                                                                                   |
| Löwengrube 4 (Standort)                                      | Gasthaus                                                                                             | Ehemals Wohnhaus, dreigeschossiger giebelständiger Bau mit Halbwalmdach, im Kern 17. Jahrhundert, 1926–1928 Einbau einer Gastwirtschaft, 1971 Dachtragwerk angehoben und teilerneuert, Fassade erneuert 20. Jahrhundert | D-2-62-000-325 | Gasthaus                                                                                             |
| Löwengrube 5 (Standort)                                      | Wohnhaus                                                                                             | Dreigeschossiger Bau mit Putzgliederung, Nordseite fünfgeschossig mit Schopfwalmdach und Erdgeschoss aus Bruchsteinmauerwerk, im Kern noch 17. Jahrhundert, 1820 Wiederaufbau nach Stadtbrand 1809, 1823 Aufstockung und neuer Dachstuhl (dendrochronologisch datiert). | D-2-62-000-326 | Wohnhaus                                                                                             |
| Löwengrube 6 (Standort)                                      | Wohnhaus mit Bäckerei                                                                                | Dreigeschossiger giebelständiger Bau mit Halbwalmdach, Ende 17. Jahrhundert, im Kern wohl mittelalterlich, Portal bezeichnet 1697, Fassade von 1923. | D-2-62-000-327 | Wohnhaus mit Bäckerei                                                                                |
| Löwengrube 7 (Standort)                                      | Wohnhaus                                                                                             | Dreigeschossiger Traufseitbau mit Mansarddach und Durchgang, im Kern wohl 17. Jahrhundert, Garageneinbau von 1969. | D-2-62-000-328 | Wohnhaus                                                                                             |
| Löwengrube 9 (Standort)                                      | Wohnhaus                                                                                             | Dreigeschossiger giebelständiger Bau mit Satteldach und Erdgeschossrustizierung, 17./18. Jahrhundert, Aufstockung von 1830, 1989 umgebaut. | D-2-62-000-330 | Wohnhaus                                                                                             |
| Löwengrube 10 (Standort)                                     | Ehemals Getreidespeicher                                                                             | Seit 19. Jahrhundert Wohnhaus, dreigeschossiger giebelseitiger Bau mit Halbwalmdach, im Kern noch 17. Jahrhundert, Umbau zum Wohnhaus und Einbau einer Werkstatt 1885 und 1891/92, 1969/70 Einbau von zwei Garagen. | D-2-62-000-331 | Ehemals Getreidespeicher                                                                             |
| Löwengrube 12; Löwengrube 14 (Standort)                      | Gasthaus zum Bauernstüberl                                                                           | Ursprünglich aus Gasthaus und Wirtschaftsgebäude bestehend, Anfang 19. Jahrhundert Zusammenlegung und Umbau des westlichen Gebäudes (Löwengrube 12) zu einem Wohnhaus, im Kern wohl 17. Jahrhundert, Fresko bezeichnet 1674, Fassade im 20. Jahrhundert erneuert. | D-2-62-000-332 | Gasthaus zum Bauernstüberl                                                                           |
| Löwengrube 15 (Standort)                                     | Wohnhaus                                                                                             | Dreigeschossiger Bau mit Vorschussmauer und Figurennische, 19. Jahrhundert, im Kern wohl älter. | D-2-62-000-333 | Wohnhaus                                                                                             |
| Löwengrube 17 (Standort)                                     | Wohnhaus                                                                                             | Zweigeschossiger Bau mit Vorschussmauer, 19. Jahrhundert, im Kern wohl älter, 1922 Einbau eines Ladens, 1991 umgebaut. | D-2-62-000-334 | Wohnhaus                                                                                             |
| Löwengrube 19 (Standort)                                     | Wohnhaus                                                                                             | Zweigeschossiger Bau mit Vorschussmauer und barocker Fassade, wohl 18. Jahrhundert, Fassade im 19. Jahrhundert erneuert, zahlreiche Umbauten und Veränderungen 20. Jahrhundert, Aufstockung von 1934. | D-2-62-000-335 | Wohnhaus                                                                                             |
| Löwengrube 21 (Standort)                                     | Wohnhaus                                                                                             | Dreigeschossiger giebelseitiger Bau mit Satteldach, um 1800, im Kern wohl älter. | D-2-62-000-336 | Wohnhaus                                                                                             |
| Löwengrube 23 (Standort)                                     | Wohnhaus                                                                                             | Zweigeschossiger giebelständiger Bau mit Satteldach, 19. Jahrhundert, im Kern wohl älter, grundlegende Instandsetzung von 1995. | D-2-62-000-337 | Wohnhaus                                                                                             |
| Löwengrube 29; Schmiedgasse 23; Schmiedgasse 25 (Standort)   | Brauerei Innstadt                                                                                    | Aus mehreren Gebäuden bestehender Komplex, zumeist dreigeschossig, an der Schmiedgasse giebelseitige Bauten mit (Schopf-)Walmdächern, erste urkundliche Erwähnung 1318, nach Brand und Kriegszerstörung im Wesentlichen zwischen 1803 und 1826 neu erbaut. | D-2-62-000-537 | weitere Bilder                                                                                       |
| Mariahilfberg 2 (Standort)                                   | Ehemals Kunstgärtnerei                                                                               | Zweigeschossiger Satteldachbau in Hanglage mit Schweifgiebeln, neubarocker Putzgliederung und Stuckmedaillon, um 1905, Instandsetzung 1988. | D-2-62-000-359 | weitere Bilder                                                                                       |
| Mariahilfberg 5; Mariahilfberg 3; Mariahilfberg 7 (Standort) | Wallfahrtskirche Maria Hilf mit ehemaligem Kapuzinerkonvent (seit 2004 Pauliner) und Klostergebäuden | Erbaut 1624–1628, nach Brandschaden 1662 wiederhergestellt; mit Ausstattung: Wallfahrtskirche Maria Hilf, Doppelturmfassade mit Schopfwalmgiebelfront, kreuzförmiger Grundriss mit angesetzten kurzen Querarmen, nordöstlich von Walmdachbau mit Türmchen umbaut, 1630 vollendet; nördlich an Kirchenbau anschließend Konventbauten, ehemaliges Hospiz, zwei- bzw. dreigeschossige Walmdachbauten; nordwestlich ehemaliges Schlösschen des Domdekans Schwendi, sogenanntes Dekanstöckl, zweigeschossiger Walmdachbau mit frühbarocker Fassadengliederung, 1622; an der Südseite ehemalige Administratur, zweigeschossiger Walmdachbau mit Kapellennische und Marienfigur, 1812; entlang der Südseite kapellenartige Nischen, ehemals mit den 15 Rosenkranzgeheimnissen, seit 1846. | D-2-62-000-360 | Wallfahrtskirche Maria Hilf mit ehemaligem Kapuzinerkonvent (seit 2004 Pauliner) und Klostergebäuden |
| Mariahilfberg 9 (Standort)                                   | Wohnhaus                                                                                             | Eingeschossiger Bau mit Halbwalm, wohl 18. Jahrhundert; Brunnenhaus, mit sogenanntem St Annabrunnen, hexagonaler Bau mit hohem geschindelten Zeltdach und frühbarocker Architekturgliederung, 1638. | D-2-62-000-362 | BW                                                                                                   |
| Mariahilfstraße 1 (Standort)                                 | Wohnhaus                                                                                             | Drei- bzw. viergeschossiger Walmdachbau in Ecklage mit Rundbogenfenstern, im Kern 18./19. Jahrhundert, Fassade historisierend, 1884 umgebaut und verändert. | D-2-62-000-364 | Wohnhaus                                                                                             |
| Mariahilfstraße 3 (Standort)                                 | Wohn- und Geschäftshaus                                                                              | Ursprünglich aus mehreren Häusern zusammengefügt, viergeschossiger Eckbau mit horizontal abschließender Fassade, im Kern noch 16./17. Jahrhundert, 1887 Ladeneinbau, 1901 aufgestockt, Umbauten und Veränderungen 20. Jahrhundert | D-2-62-000-366 | Wohn- und Geschäftshaus                                                                              |
| Mariahilfstraße 4 (Standort)                                 | Wohnhaus                                                                                             | Dreigeschossiger Bau mit Vorschussmauer, rustiziertem Erdgeschoss und stuckierter Fassade, im Kern noch 17. Jahrhundert, Fassade Mitte 19. Jahrhundert, Portal bezeichnet 1869, 1885 Laden eingebaut. | D-2-62-000-367 | Wohnhaus                                                                                             |
| Mariahilfstraße 5 (Standort)                                 | Gasthaus                                                                                             | Dreigeschossiger Mansarddachbau mit Fassade in Formen des Neuklassizismus, Anfang 19. Jahrhundert, im Kern wohl älter, Umbauten und Veränderungen 19. Jahrhundert, Aufstockung, Dachstuhl- und Fassadenerneuerung 1897. | D-2-62-000-368 | Gasthaus                                                                                             |
| Mariahilfstraße 6 (Standort)                                 | Wohnhaus                                                                                             | Dreigeschossiger Bau mit Vorschussmauer und spätgotischem Flacherker an der Ostseite, im Kern wohl um 1500, 1870 Ladeneinbau, 1890–1892 umgebaut. | D-2-62-000-369 | Wohnhaus                                                                                             |
| Mariahilfstraße 7 (Standort)                                 | Wohnhaus                                                                                             | Zweigeschossiger Bau in Ecklage mit barockisierendem Schweifgiebel und Flacherker auf Konsolen, im Kern wohl 1. Hälfte 16. Jahrhundert, aufgestockt nach 1955. | D-2-62-000-370 | Wohnhaus                                                                                             |
| Mariahilfstraße 8 (Standort)                                 | Ehemals Gasthaus zum weißen Lamm                                                                     | Dreigeschossiger Bau mit Vorschussmauer, geschmiedetem Ausleger und Reliefmedaillon, im Kern wohl 16./17. Jahrhundert, 1895 grundlegend umgebaut. | D-2-62-000-371 | Ehemals Gasthaus zum weißen Lamm                                                                     |
| Mariahilfstraße 9 (Standort)                                 | Verwaltungsgebäude                                                                                   | Dreigeschossiger Neubarockbau mit Schweifgiebeln und Putzgliederung, Westfront mit Altane und Risalit, bezeichnet 1906, 1983 umgebaut und zu Wohnzwecken umgenutzt; Einfriedung, mit gemauerten Pfeilern und Rundbögen, gleichzeitig. | D-2-62-000-372 | Verwaltungsgebäude                                                                                   |
| Mariahilfstraße 10 (Standort)                                | Wohnhaus                                                                                             | Dreigeschossiger Bau mit Vorschussmauer und klassizistischem Fassadendekor, bezeichnet 1560, Fassade um 1800, im 20. Jahrhundert erneuert, 1968 Anhebung und Erneuerung des Dachtragwerks, 1981 umgebaut. | D-2-62-000-373 | Wohnhaus                                                                                             |
| Mariahilfstraße 12 (Standort)                                | Wohnhaus                                                                                             | Dreigeschossiger Bau mit Vorschussmauer, im Kern noch 16. Jahrhundert | D-2-62-000-374 | BW                                                                                                   |
| Mariahilfstraße 14 (Standort)                                | Wohnhaus                                                                                             | Dreigeschossiger Bau mit horizontal abschließender Fassade, im Kern mittelalterlich, Erweiterung Mitte 15. Jahrhundert, Holzdecken 1437 und 1446 (dendro. dat.), Wiederaufbau nach Brand 1809, Dachtragwerk von 1809 (dendro. dat.) Fassade von 1810, Instandsetzung und Bauforschung 2002. | D-2-62-000-375 | BW                                                                                                   |
| Mariahilfstraße 16 (Standort)                                | Wohnhaus                                                                                             | Dreigeschossiger Eckbau mit Vorschussmauer, wohl 17. Jahrhundert, Fassade 18. Jahrhundert | D-2-62-000-376 | Wohnhaus                                                                                             |
| Römerstraße 10 (Standort)                                    | Wohnhaus                                                                                             | Freistehender dreigeschossiger Bau in Formen des Neuklassizismus mit Figurennischen und Tempiettoaufsatz, abgeschrägte Nordost-Ecke mit Fenstererker und Attika, 1889/90, 1980 Dachgeschoss ausgebaut. | D-2-62-000-504 | Wohnhaus                                                                                             |
| Schiffmühlgasse 1 (Standort)                                 | Wohnhaus                                                                                             | Wohl aus mehreren Häusern zusammengefügt, dreigeschossiger Bau mit horizontal abschließender Fassade, 16./17. Jahrhundert | D-2-62-000-515 | Wohnhaus                                                                                             |
| Schiffmühlgasse 2 (Standort)                                 | Wohnhaus                                                                                             | Zweigeschossiger Schopfwalmdachbau in Ecklage mit seitlichem Stützpfeiler und Vorschussmauer an Nordfassade, 16./17. Jahrhundert | D-2-62-000-516 | weitere Bilder                                                                                       |
| Schiffmühlgasse 3 (Standort)                                 | Wohnhaus                                                                                             | Wohl aus mehreren Häusern zusammengefügt, dreigeschossiger Bau mit Schopfwalmdächern, im Kern noch 16./17. Jahrhundert | D-2-62-000-517 | Wohnhaus                                                                                             |
| Schmiedgasse 4 (Standort)                                    | Gasthaus zur Blauen Taube                                                                            | Dreigeschossiger Bau mit Vorschussmauer und barocker Putzfassade mit Stuckdekor, im Kern wohl mittelalterlich, Portal bezeichnet 1631, 1858 Gewölbe entfernt, Fassade 18. Jahrhundert, diese 1938 nach altem Vorbild erneuert, 1938 und 1990 umgebaut. | D-2-62-000-521 | Gasthaus zur Blauen Taube                                                                            |
| Schmiedgasse 5 (Standort)                                    | Gasthaus zum grünen Kranz                                                                            | Dreigeschossiger Bau mit Vorschussmauer, im Kern wohl noch 17. Jahrhundert, im 19. Jahrhundert durch Umbau stark verändert. | D-2-62-000-522 | Gasthaus zum grünen Kranz                                                                            |
| Schmiedgasse 6 (Standort)                                    | Ehemals Schmiede                                                                                     | Dreigeschossiger Bau mit Vorschussmauer, im Kern noch 18. Jahrhundert, Dachstuhl dat. 1810, Umbau und Instandsetzung 1930 und 1960. | D-2-62-000-523 | Ehemals Schmiede                                                                                     |
| Schmiedgasse 9 (Standort)                                    | Ehemals Handwerkerhaus                                                                               | Viergeschossiger Bau mit Vorschussmauer und Giebelaufsatz, bezeichnet 1664. | D-2-62-000-526 | Ehemals Handwerkerhaus                                                                               |
| Schmiedgasse 11; Schmiedgasse 13 (Standort)                  | Ehemals Handwerkerhaus                                                                               | Bis etwa 1826 aus zwei Häusern bestehend, dreigeschossiger Bau mit Putzfassade, Vorschussmauer und versetzter Front, im Kern 17. Jahrhundert, Modernisierung 1930/35. | D-2-62-000-527 | Ehemals Handwerkerhaus                                                                               |
| Schmiedgasse 12 (Standort)                                   | Wohn- und Handwerkerhaus                                                                             | Ehemals Schmiede, aus zwei Häusern zusammengefügt, dreigeschossiger Bau mit Vorschussmauer und versetzter Front, im Kern mittelalterlich, Umbauten in der Renaissance und in der ersten Hälfte 19. Jahrhundert, Dachstuhl während des Umbaus 1992–1994 erneuert. | D-2-62-000-528 | Wohn- und Handwerkerhaus                                                                             |
| Schmiedgasse 14 (Standort)                                   | Wohnhaus                                                                                             | Dreigeschossiger Bau mit Erdgeschossrustizierung, Blendokuli und Vorschussmauer, im Kern 18. Jahrhundert | D-2-62-000-529 | Wohnhaus                                                                                             |
| Schmiedgasse 15 (Standort)                                   | Wohn- und Geschäftshaus                                                                              | Dreigeschossiger Bau mit Vorschussmauer, im Kern 17. Jahrhundert, Umbauten Anfang 19. Jahrhundert, Anfang 20. Jahrhundert und um 1950. | D-2-62-000-530 | Wohn- und Geschäftshaus                                                                              |
| Schmiedgasse 16 (Standort)                                   | Ehemals Wohn- und Handwerkerhaus                                                                     | Dreigeschossiger Bau mit Vorschussmauer, im Kern mittelalterlich, Umbauten 17., 18., 1. Hälfte 19. Jahrhundert, Dachtragwerk 1889 angehoben, Altanenanbau von 1897, Fassade von 1908, 1998 grundlegend instand gesetzt. | D-2-62-000-531 | Ehemals Wohn- und Handwerkerhaus                                                                     |
| Schmiedgasse 17; Schmiedgasse 19 (Standort)                  | Ehemals Handwerkerhaus                                                                               | Aus zwei giebelständigen Häusern zusammengefügt, östlicher Trakt dreigeschossig mit Halbwalmdach und vorkragendem Obergeschoss, westlicher Trakt dreigeschossig mit Satteldach, im Kern 16. Jahrhundert, Umbauten 18. Jahrhundert und frühes 19. Jahrhundert | D-2-62-000-532 | Ehemals Handwerkerhaus                                                                               |
| Schmiedgasse 18 (Standort)                                   | Ehemals Handwerkerhaus                                                                               | Dreigeschossiger Bau mit Vorschussmauer und barocker Fassade, grundlegender Umbau 18. Jahrhundert, im Kern älter, Fassade 1906 erneuert, 1910 umgebaut. | D-2-62-000-533 | Ehemals Handwerkerhaus                                                                               |
| Schmiedgasse 20 (Standort)                                   | Ehemals Hafnerei                                                                                     | Ursprünglich aus zwei Häusern zusammengefügt, dreigeschossiger giebelseitiger Bau mit Halbwalmdach und hofseitigem Nebengebäude, im Kern mittelalterlich, Umbauten 16./17. Jahrhundert und 1920/30, Portal mit altem Türblatt 2. Hälfte 18. Jahrhundert, 1908 umgebaut. | D-2-62-000-534 | Ehemals Hafnerei                                                                                     |
| Schmiedgasse 21 (Standort)                                   | Gasthaus zum Mondschein                                                                              | Dreigeschossiger giebelständiger Bau mit Halbwalmdach und barockem Fassadendekor, im Kern wohl 16./17. Jahrhundert | D-2-62-000-535 | Gasthaus zum Mondschein                                                                              |
| Schmiedgasse 22 (Standort)                                   | Ehemals Hafnerei                                                                                     | Ursprünglich aus zwei Häusern bestehend, wohl nach Stadtbrand von 1809 zusammengefasst, zweigeschossiger breitgelagerter Bau mit Halbwalmdach, versetzter Front und barockisierendem Fassadendekor, im Kern 17. Jahrhundert, Umbau um 1870. | D-2-62-000-536 | Ehemals Hafnerei                                                                                     |
| Schmiedgasse 24 (Standort)                                   | Ehemals Handwerkerhaus                                                                               | Dreigeschossiger Bau mit Vorschussmauer und hofseitigem Arkadengang, 17. Jahrhundert, Portal mit geschmiedetem Oberlichtgitter wohl 18. Jahrhundert, Ladeneinbau von 1906. | D-2-62-000-538 | Ehemals Handwerkerhaus                                                                               |
| Schmiedgasse 26 (Standort)                                   | Ehemals Handwerkerhaus                                                                               | Zweigeschossiger giebelständiger Bau mit Schopfwalmdach, im Kern 17./18. Jahrhundert, Umbau 19. Jahrhundert | D-2-62-000-539 | Ehemals Handwerkerhaus                                                                               |
| Schmiedgasse 28 (Standort)                                   | Wohnhaus                                                                                             | Zweigeschossiger giebelseitiger Bau mit Satteldach, im Kern wohl 17./18. Jahrhundert, Fassade Anfang 19. Jahrhundert, 1984 umgebaut und Dachtragwerk insgesamt erneuert. | D-2-62-000-540 | Wohnhaus                                                                                             |
| Schmiedgasse 32 (Standort)                                   | Ehemals Bäckerei                                                                                     | (seit dem 17. Jahrhundert), zweigeschossiger giebelständiger Bau mit Halbwalmdach, im Kern gotisch, westliche Erweiterung über einer Gasse 1. Hälfte 17. Jahrhundert, nordwestlicher Wiederaufbau und östliche Erweiterung 2. Hälfte 17. Jahrhundert nach Stadtbrand 1662, Fassade mit Fresko um 1800, Umbauten zwischen 1876 und Mitte 20. Jahrhundert, Dachtragwerkserneuerungen in den 1980er Jahren. | D-2-62-000-542 | Ehemals Bäckerei                                                                                     |
| Schmiedgasse 34 (Standort)                                   | Wohnhaus                                                                                             | Dreigeschossiger Bau in Ecklage mit Halbwalmdach, Zwerchgiebel und teilweise vorkragendem Obergeschoss, südseitig mit Mansarddach, im Kern wohl 16./17. Jahrhundert, Umbau 19. Jahrhundert, Balkoneinbau 1927, 1981 Dachtragwerk abgebrannt und erneuert. | D-2-62-000-543 | Wohnhaus                                                                                             |

### Mühlthal
| Lage                         | Objekt                 | Beschreibung | Akten-Nr.      | Bild |
| ---------------------------- | ---------------------- | --- | -------------- | ---- |
| Mühltalstraße 9 a (Standort) | Katholische Wegkapelle | Satteldachbau in Formen der Neugotik, 2. Hälfte 19. Jahrhundert; mit Ausstattung.                                 | D-2-62-000-414 | BW   |
| Mühltalstraße 14 (Standort)  | Ehemals Mühle          | Zweigeschossiger Schopfwalmdachbau, bezeichnet 1827.                                                              | D-2-62-000-413 | BW   |
| Mühltalstraße 20 (Standort)  | Ehemals Mühle          | Zweigeschossiger Flachsatteldachbau auf Natursteinfundament mit Zwerchhaus und Risalit, 1. Hälfte 19. Jahrhundert | D-2-62-000-415 | BW   |
| Mühltalstraße 22 (Standort)  | Wohnhaus               | Flachsatteldachbau mit verschindeltem Blockbau-Obergeschoss, Anfang 19. Jahrhundert                               | D-2-62-000-416 | BW   |

### Neustift
| Lage                              | Objekt                              | Beschreibung | Akten-Nr.      | Bild                                |
| --------------------------------- | ----------------------------------- | --- | -------------- | ----------------------------------- |
| Fürstenzeller Straße 6 (Standort) | Wohnhaus eines bäuerlichen Anwesens | Zweigeschossiger Schopfwalmdachbau mit Spolien aus dem 16. und 18. Jahrhundert, 1. Hälfte 19. Jahrhundert                                       | D-2-62-000-719 | Wohnhaus eines bäuerlichen Anwesens |
| Neustift 1 (Standort)             | Ehemals Bahnhof                     | Bruchsteinbau mit Ziegeleinfassungen und abgewalmtem Flachsatteldach, erbaut 1888.                                                              | D-2-62-000-720 | Ehemals Bahnhof                     |
| Neustift 4 (Standort)             | Ehemals Sägmeistermühle             | Schopfwalmdachbau mit Blockbau-Obergeschoss und zwei Giebelschroten, zum Teil verschindelt, im Kern wohl 18. Jahrhundert, Erneuerungen ab 1900. | D-2-62-000-721 | Ehemals Sägmeistermühle             |
| Sagmeisterweg 17 (Standort)       | Wegkapelle                          | Kleiner Satteldachbau mit offener Vorhalle, 19. Jahrhundert                                                                                     | D-2-62-000-722 | Wegkapelle                          |

### Reisach
| Lage                             | Objekt                                       | Beschreibung | Akten-Nr.      | Bild |
| -------------------------------- | -------------------------------------------- | --- | -------------- | ---- |
| Feldweg 49 (Standort)            | Wohnhaus eines ehemaligen Vierseithofes      | Flachsatteldachbau mit Blockbau-Giebel und Giebelschrot, giebelseitige Erschließung, Anfang 19. Jahrhundert; südliches Nebengebäude, Satteldachbau mit Blockbau-Obergeschoss und Traufschrot, gleichzeitig; westlich Stadel, Satteldachbau mit teilverputztem Quadermauerwerk, gleichzeitig.                                                                              | D-2-62-000-710 | BW   |
| Rittsteiger Straße 15 (Standort) | Wohnhaus des ehemaligen bäuerlichen Anwesens | Zweigeschossiger Blockbau mit Satteldach, Traufschrot und verschalter Giebelzone, im südlichen Bereich teilweise Massivbau, 1. Hälfte 19. Jahrhundert | D-2-62-000-714 | BW   |
| Rittsteiger Straße 50 (Standort) | Wohnhaus eines ehemaligen Vierseithofes      | Zweigeschossiger verputzter Backsteinbau mit Schopfwalmdach, 1. Hälfte 19. Jahrhundert; Stallstadel, Satteldachbau mit verschaltem Obergeschoss, 1. Hälfte 19. Jahrhundert; Nebengebäude, Satteldachbau mit östlichem zweigeschossigen Blockbau und Traufschrot, westlicher Trakt als Massivbau mit unverputztem Natursteinmauerwerk errichtet, 1. Hälfte 19. Jahrhundert | D-2-62-000-713 | BW   |

### Rittsteig
| Lage                                            | Objekt             | Beschreibung | Akten-Nr.      | Bild |
| ----------------------------------------------- | ------------------ | --- | -------------- | ---- |
| Alte Poststraße 80; Carossastraße 78 (Standort) | Verwaltungsgebäude | Eingeschossiger Walmdachtrakt mit Putzbändern, Ende 19. Jahrhundert | D-2-62-000-726 | BW   |
| Alte Poststraße 90 (Standort)                   | Ehemals Forsthaus  | Zweigeschossiger Walmdachbau mit vorstehendem Kastengesims, ehemaliger Wirtschaftstrakt mit rundbogiger Einfahrt, zu Wohnzwecken umgenutzt, 2. Viertel 19. Jahrhundert | D-2-62-000-725 | BW   |
| Carossastraße 80 (Standort)                     | Bauernhaus         | Zweigeschossiger Blockbau mit Flachsatteldach und Giebelschrot, zum Teil ausgemauert, Mitte 19. Jahrhundert                                                            | D-2-62-000-709 | BW   |

### Rosenau
| Lage                          | Objekt                     | Beschreibung | Akten-Nr.      | Bild                       |
| ----------------------------- | -------------------------- | --- | -------------- | -------------------------- |
| Kapuzinerstraße 36 (Standort) | Ehemals Jesuitenschlössl   | Dreigeschossige Dreiflügelanlage mit Schopfwalmdächern, 2. Hälfte 17. Jahrhundert, Veränderungen im 19. und 20. Jahrhundert; im Erdgeschoss-Eingangsbereich Kalksteinplatte zum Gedenken an den Domdekan Johann Georg von Herberstein, den Erbauer des früher auf der benachbarten Fl. Nr. 277 stehenden Leprosenhauses, von 1637. | D-2-62-000-228 | BW                         |
| Kapuzinerstraße 61 (Standort) | Ehemals Kirche St. Ägidius | Nach der Säkularisation profaniert, verputzter Backsteinbau mit polygonalem Chorschluss, im Kern 15. Jahrhundert, an der Südseite Wappenrelief des Domdekans Bernhard Schwarz (gestorben 1580). | D-2-62-000-229 | Ehemals Kirche St. Ägidius |
| Kapuzinerstraße 71 (Standort) | Ehemalige Fabrikantenvilla | Zweigeschossiger Zeltdachbau mit Gauben, erdgeschossigem Polygonalerker und Pfeilerportikus, erbaut in neoklassizistischen Formen von Josef Weiss und Sohn, 1922–23. | D-2-62-000-781 | Ehemalige Fabrikantenvilla |

### Sankt Severin
| Lage                                             | Objekt                   | Beschreibung | Akten-Nr.     | Bild           |
| ------------------------------------------------ | ------------------------ | --- | ------------- | -------------- |
| Am Severinstor 10 (Standort)                     | Katholische Filialkirche | Katholische Filialkirche St Severin, Saalkirche mit eingezogenem Chor, Chor spätgotisch, um 1476, Langhaus im Kern ottonisch und romanisch; mit Ausstattung; Friedhof bei St Severin, mit Grabstätten des 19. und frühen 20. Jahrhunderts; Friedhofsmauer. | D-2-62-000-13 | weitere Bilder |
| Am Severinstor 12 (Standort)                     | Friedhof                 | Sogenannter Allgemeiner Friedhof, mit Grabstätten des 19. und frühen 20. Jahrhunderts, angelegt 1878, erweitert 1895 und 1902/06 nach Plänen von Hans Grässel; Friedhofsmauer mit Pavillonbauten und Arkadengang an der Innseite, errichtet in Formen des Neubarock, letztes Drittel 19. Jahrhundert; Gedächtniskapelle, neubarocker Bau mit vorgelagerter Freitreppe und schmiedeeiserner Einfriedung, Ende 19. Jahrhundert / Anfang 20. Jahrhundert | D-2-62-000-14 | weitere Bilder |
| Nähe Am Severinstor; Am Severinstor 9 (Standort) | Friedhof                 | Sogenannter Alter Hochfriedhof, mit Grabstätten des 19. Jahrhunderts, die frühesten um 1800/20, darunter Grabmäler von Christian Jorhan d. J., angelegt unter Fürstbischof Leopold Firmian 1772; mit Friedhofsmauer, südlichem Pavillon mit Schweifgiebel und Eingangspavillon mit schmiedeeisernem Gitter (Pavillon teilweise erneuert), 18. Jahrhundert                                                                                             | D-2-62-000-12 | weitere Bilder |

### Walding
| Lage                    | Objekt             | Beschreibung | Akten-Nr.      | Bild |
| ----------------------- | ------------------ | --- | -------------- | ---- |
| Nähe Walding (Standort) | Weilerkapelle      | Quadratischer Bau mit Zeltdach, 3. Viertel 19. Jahrhundert; mit Ausstattung.                                          | D-2-62-000-736 | BW   |
| Walding 1 (Standort)    | Waldlerhaus        | Verschalter und teilverputzter Blockbau mit Giebellaube und Flachsatteldach, 1. Hälfte 19. Jahrhundert                | D-2-62-000-734 | BW   |
| Walding 6 (Standort)    | Ehemals Bauernhaus | Satteldachbau mit Blockbau-Obergeschoss unter farbig gefasster Verschindelung, Türsturz bezeichnet 1907, Dach später. | D-2-62-000-735 | BW   |

### Weitere Ortsteile
| Lage                                                                                    | Objekt                                                                                  | Beschreibung | Akten-Nr.       | Bild                                                           |
| --------------------------------------------------------------------------------------- | --------------------------------------------------------------------------------------- | --- | --------------- | -------------------------------------------------------------- |
| Bergfried Bergfried 1 (Standort)                                                        | Christkönigskolleg                                                                      | Christkönigskolleg Bergfried, Kath. Christkönigskirche mit Hauptgebäude Haus Benedikt; Kath. Christkönigskirche, Saalkirche im Stil des sogenannten Neuen Bauens, von Michael Kurz, 1936; mit Ausstattung; Hauptgebäude Haus Benedikt, Studiengebäude des sogenannten Christkönigskollegs Bergfried, zweigeschossiger Satteldachbau, im Kern spätes 18. Jahrhundert, Umbauten 1930. | D-2-62-000-813  | BW                                                             |
| Bibereck Bibereckerweg 39 (Standort)                                                    | Mitterstallbau                                                                          | Zweigeschossiger Blockbau mit Flachsatteldach und umlaufendem Schrot, 2. Hälfte 18. Jahrhundert. | D-2-62-000-738  | BW                                                             |
| Bibersbach Einöder Straße 18 (Standort)                                                 | Einfirsthof                                                                             | Zweigeschossiger Blockbau mit Satteldach und Traufschrot, 18./19. Jahrhundert, Dach später. | D-2-62-000-647  | BW                                                             |
| Ebnerhof Jägerhof 1 (Standort)                                                          | Ehemals Jägergut                                                                        | Heute Pension, Vierseithofanlage; Hauptbau, zweigeschossiger Mansardwalmdachbau mit Putzgliederung, 2. Hälfte 18. Jahrhundert, erneuert; nördlich ehemaliges Ökonomiegebäude, zweigeschossiger Bau mit Halbwalmdach und Traufschrot, 2. Hälfte 18. Jahrhundert, Veränderungen im 19. Jahrhundert und 20. Jahrhundert; östlich ehemaliger Stadel, Satteldachbau, 19./20. Jahrhundert; südlich ehemaliges Ökonomiegebäude, eingeschossiger Satteldachbau, 2. Hälfte 18. Jahrhundert, Veränderungen im 19. Jahrhundert und 20. Jahrhundert, südlicher Teil später. | D-2-62-000-650  | BW                                                             |
| Eck Eck 4 (Standort)                                                                    | Wohnhaus eines Vierseithofes                                                            | Zweigeschossiger Massivbau mit Satteldach und Kniestock, reich gegliederte Fassade mit Erdgeschossrustizierung und giebelseitigem Balkon im Stil der Gründerzeit, 1897; gemauerte Toreinfahrt mit Löwenfigur, Portal mit Stuckdekor, bezeichnet 1897. | D-2-62-000-651  | BW                                                             |
| Einöd Einöder Straße 21 (Standort)                                                      | Ehemals Bauernhaus                                                                      | Zweigeschossiger Satteldachbau, zum Teil verschalter Blockbau, modern bezeichnet 1805, Dach später, Stallbereich gemauert und zu Wohnzwecken ausgebaut. | D-2-62-000-653  | BW                                                             |
| Englbolding Englbolding 4 (Standort)                                                    | Weilerkapelle                                                                           | Kleiner Massivbau mit steilem Satteldach, 2. Hälfte 19. Jahrhundert. | D-2-62-000-654  | BW                                                             |
| Firmiangut Firmiangut 12 (Standort)                                                     | Ehemals Schlösschen Louisenfreud                                                        | Sogenanntes Firmiangut, jetzt Gaststätte, zweigeschossiger Halbwalmdachbau mit Putzgliederung, im Kern zum Teil 18. Jahrhundert, 1972 verändert. | D-2-62-000-655  | BW                                                             |
| Firmiangut Obere Schneckenbergstraße 24 (Standort)                                      | Evang.-Luth. Pfarrkirche                                                                | Evang.-Luth. Pfarrkirche St. Johannes, zweigeschossiger Kirchenbau über ovalem Grundriss, Untergeschoss mit Gemeinderäume, darüber der Kirchenraum mit nördlich angesetztem Turm, von Hanns-Egon Wörlen, 1957. | D-2-62-000-817  | Evang.-Luth. Pfarrkirche                                       |
| Freudenhain Freudenhain 2; Freudenhain 4; Freudenhain 5 (Standort)                      | Ehemals Sommerschloss Freudenhain                                                       | Seit 1869 im Besitz der Englischen Fräulein, jetzt Gymnasium, frühklassizistischer zweigeschossiger Hauptbau mit Mansardwalmdach, Giebelrisalit und zentral vorgelagerter Arkadenvorhalle, flankiert von eingeschossigen Flügelbauten, diese durch zweigeschossige Pavillonbauten aufgelockert, erbaut nach Plänen von Johann Georg Hagenauer, 1785–1793; mit Ausstattung; westlich Schlosskapelle St. Josef 1790, 1900 erweitert; mit Ausstattung; Toreinfahrt, mit Pfeilern und Eisengitter, gleichzeitig; Parkwächterhaus, in Hanglage errichteter frühklassizistischer Walmdachbau mit Zeltdachaufbau, erbaut 1789/90; ehemaliger Schlosspark, als allgemein zugänglicher Volkspark bestimmt gewesen, Reste in Stadtpark integriert, angelegt im Stil eines englischen Landschaftsgartens, 1786–1794; westlich des Schulareals Mariengrotte und Steinvasen, Ende 19. Jahrhundert | D-2-62-000-663  | weitere Bilder                                                 |
| Freudenhain Freudenhain 7 (Standort)                                                    | Ehemals Badehaus mit Wohnung                                                            | Sogenanntes Milchhäusl, zweigeschossiger Massivbau mit Frackdach und umlaufendem Schrot, 2. Hälfte 19. Jahrhundert, modernisiert. | D-2-62-000-762  | BW                                                             |
| Gschwendthannet Gschwendthannet 2 (Standort)                                            | Wohnhaus eines Dreiseithofes                                                            | Zweigeschossiger Schopfwalmdachbau mit Putzgliederung und Eckquaderung, Fresko mit Inschrift im Giebelfeld, 2. Hälfte 19. Jahrhundert; Holzkreuz mit Steingusscorpus, Mitte 19. Jahrhundert, östlich vom Haus. | D-2-62-000-146  | BW                                                             |
| Haibach Wiener Straße 35 (Standort)                                                     | Radstube der ehemals Ältesten Volkstedter Porzellanfabrik AG Zweigniederlassung Rosenau | Verputztes Ziegelmauerwerk mit verschaltem Holzobergeschoss und Satteldach, mit hölzernem Wasserrad, 2. Hälfte 19. Jahrhundert. | D-2-62-000-755  | BW                                                             |
| Heining Heininger Straße 20 (Standort)                                                  | Katholische Pfarrkirche                                                                 | Katholische Pfarrkirche St Severin, Saalkirche mit Nordturm und eingezogenem Chor, Chor und Turm spätgotisch, wohl 15. Jahrhundert, Langhaus im Kern zum Teil noch romanisch, 1750 barockisiert, 1860 Verlängerung um eine Achse; mit Ausstattung. | D-2-62-000-712  | weitere Bilder                                                 |
| Hofbauer Hofbauerngut 1 (Standort)                                                      | Wohnhaus des sogenannten Hofbauernguts                                                  | Dreigeschossiger Flachsatteldachbau mit giebelseitigem Schrot und neubarocker Fassadenzier, um 1900; ehemals Austragshaus, zweigeschossiger verschalter Satteldachbau mit umlaufendem Schrot, wohl gleichzeitig. | D-2-62-000-685  | Wohnhaus des sogenannten Hofbauernguts                         |
| Hofbauer Hofbauerngut 2 (Standort)                                                      | Burgruine Reschenstein                                                                  | Hochmittelalterliche Anlage mit viereckigem Bergfried, erste Erwähnung 1384, Ausbau und Ergänzung um 1907; nordwestlich von Hals auf einem bewaldeten Bergrücken. | D-2-62-000-686  | weitere Bilder                                                 |
| Kellberg Kelberger Weg 1 (Standort)                                                     | Wohnhaus eines ehemaligen Dreiseithofes                                                 | Zweigeschossiger verputzter Blockbau mit Flachsatteldach und Giebelschrot, 18. Jahrhundert | D-2-62-000-746  | BW                                                             |
| Kellberg Kelberger Weg 5 (Standort)                                                     | Villa Ludwigslust                                                                       | Mansard-Halbwalmdachbau in historisierendem Jugendstil mit Eck-Erkerturm und Zierfachwerk, hangabwärts Terrasse über geschosshohem Sockel, von Iwan Basteky, 1903/04; mit Ausstattung; ehemaliger Pferdestall mit Wagenremise, langgestreckter Satteldachbau, Anfang 20. Jahrhundert, östlicher Teil erneuert. | D-2-62-000-747  | BW                                                             |
| Kohlbruck Neuburger Wald (Standort)                                                     | Waldkapelle St Johannes                                                                 | Kleiner Satteldachbau, errichtet 1791, erneuert. | D-2-62-000-275  | Waldkapelle St Johannes                                        |
| Korona Mesnerweg 10 (Standort)                                                          | Katholische Wallfahrtskirche                                                            | Katholische Wallfahrtskirche St Korona, Oktogonalbau auf griechischem Kreuz, erbaut 1640; mit Ausstattung. | D-2-62-000-715  | Katholische Wallfahrtskirche                                   |
| Korona Nähe Mesnerweg (Standort)                                                        | Bildstock                                                                               | Kleiner Satteldachbau mit Hl. Johann Nepomuk, 18. Jahrhundert | D-2-62-000-716  | BW                                                             |
| Kuchlhof Kuchlhof 1 (Standort)                                                          | Wohnhaus eines ehemaligen Vierseithofes                                                 | Zweigeschossiger Bau mit Schopfwalmdach und Putzgliederung, Anfang 19. Jahrhundert; ehemaliges Ökonomiegebäude, eingeschossiger Schopfwalmdachbau, 1. Hälfte 19. Jahrhundert | D-2-62-000-717  | BW                                                             |
| Langlebenhof Alte Rieser Straße 19 (Standort)                                           | Ehemals Stallgebäude des Klosterguts Langlebenhof (Institut Niedernburg)                | Langgestreckter Bau mit Schopfwalmdach, erbaut unter Bischof Leopold III. Ernst Graf von Firmian 1777, Wappenkartusche bezeichnet 1775; Wappenkartusche, am Wohnhausneubau, bezeichnet 1776–1971; Glocke, 1668; schmiedeeisernes Gitter aus dem Kloster Niedernburg, um 1800. | D-2-62-000-656  | BW                                                             |
| Lindental Lindental 63; In Lindental (Standort)                                         | Ehemals Gasthaus                                                                        | Heute Wohnhaus, zweigeschossiger L-förmiger Satteldachbau mit Putzgliederung und nördlich anschließendem ehemaligen Wirtschaftsgebäude, 18. Jahrhundert, am Türsturz bezeichnet 1861, 1928 Tanzsaal umgebaut und umgenutzt, Umbau und Instandsetzung von 1994; Wirtschaftsgebäude mit Stallteil, Satteldachbau mit rundbogigen Granitsteingewänden, Mitte 19. Jahrhundert | D-2-62-000-317  | BW                                                             |
| Lüftlberg B 85; Bahnlinie Passau–Freyung (Standort)                                     | Fallkörpersperre PA-0056                                                                | Zwei turmartige Betonkörper am Brückenbau Bahnlinie Passau–Freyung, beidseitig der Fahrbahn, Stahlbetonfertigteile, 1982; Teil der vorbereiteten Sperren im Kalten Krieg. | D-2-62-000-1017 | BW                                                             |
| Maierhof Schleusenweg 10; Regensburger Straße 104; Schleusenweg 7 (Standort)            | Kraftwerk Kachlet                                                                       | Auch Kachletkraftwerk oder Kachletwerk der Rhein-Main-Donau AG an der Bayerischen Kachlet, Stauwerk mit Doppelschleuse und Wasserkraftwerk in der Donau, Sichtmauerwerksbauten, künstlerischer Berater Theodor Fischer, erbaut 1922 bis 1928, 1961–1964 Generalüberholung des Kraftwerks, hierbei Umbau der Propeller- in Kaplanturbinen sowie Einbau neuer Generatorläufer: Wehranlage, mächtiger Backsteinbau über Betonpfeilern und -unterzügen, zwischen den Pfeilern genietete Stahlfachwerkträger, sechs überbrückte Wehrfelder; Kraftwerk bzw. Maschinenhaus, mit acht Maschinensätzen aus doppelt regulierter Kaplanturbine mit senkrechter Welle und direkt gekuppeltem Drehstrom-Synchrongenerator, vor dem Turbineneinlauf Rechen; Verwaltungsbau und Schalthaus, erbaut auf künstlicher Insel; Schifffahrtsschleuse, Doppelkammerschleuse mit Betriebsbrücke, Ober- und Unterkanal, Einlaufbauwerk; Umspannwerk, bezeichnet 1926/1927; 11 km Dämme links und rechts der Donau, anschließend acht Pumpwerke. | D-2-62-000-743  | weitere Bilder                                                 |
| Minihof Minihofstraße 37 (Standort)                                                     | Bauernhaus eines Vierseithofes                                                          | Flachsatteldachbau mit teilweise verputztem Blockbau, Giebel- und Traufschrot, im Kern Ende 18. Jahrhundert | D-2-62-000-718  | BW                                                             |
| Mollnhof Vornholzstraße 48 (Standort)                                                   | Ehemals Gutshaus eines ehemaligen Vierseitgutshofes                                     | Sogenannter Mollnhof, heute Bürogebäude, zweigeschossiger traufständiger Massivbau mit Halbwalmdach, Hauptfront mit Attikazone, Balustrade und mittlerem Giebelaufsatz, nach 1831–1835, 1989–1999 grundlegend instand gesetzt und Fassade rekonstruiert. | D-2-62-000-632  | Ehemals Gutshaus eines ehemaligen Vierseitgutshofes            |
| Niedersatzbach Niedersatzbach 3 (Standort)                                              | Ehemals Landhaus Jacob                                                                  | Sommerhaus errichtet in den Formen des Heimatstils, von Alois Abbt, 1903/04. | D-2-62-000-785  | BW                                                             |
| Oberöd Oberöder Weg 23 (Standort)                                                       | Traidkasten                                                                             | Steildachbau mit Blockbau-Obergeschoss und Traufschrot an profilierten Stangen, Schrotbrüstung mit gedrechselten Balusterkegeln und gesägten Brettbalustern, bezeichnet 1800. | D-2-62-000-757  | BW                                                             |
| Reut Reut 1 (Standort)                                                                  | Ehemals Landsitz des kurfürstlich-bayerischen Pflegers zu Hals                          | Barockes zweigeschossiges Schlösschen mit Mansardwalmdach, 18. Jahrhundert | D-2-62-000-724  | Ehemals Landsitz des kurfürstlich-bayerischen Pflegers zu Hals |
| Schalding l.d.Donau Kirchenweg 1 (Standort)                                             | Katholische Pfarrkirche                                                                 | Katholische Pfarrkirche St Salvator, dreischiffige neuromanische Basilika von 1900/03; mit Ausstattung; Grabkapelle, offener neuromanischer Gewölbebau, nach 1900; östlich der Pfarrkirche. | D-2-62-000-727  | Katholische Pfarrkirche                                        |
| Schleiferberg Schleiferberg 1 (Standort)                                                | Wohnstallhaus                                                                           | Zweigeschossiger Massivbau aus verputztem Ziegel- und Klaubsteinmauerwerk mit Satteldach und Giebelschrot, Giebelzone verbrettert, Obergeschoss zum Teil in Blockbau, Anfang 19. Jahrhundert; Back- und Waschhaus, Bruchsteinmauerwerkbau mit Satteldach, 2. Hälfte 19. Jahrhundert | D-2-62-000-756  | BW                                                             |
| Steinbach Regensburger Straße 82 (Standort)                                             | Ehemals Mühlgut                                                                         | Sogenannte Steinbachmühle, zweigeschossiges Wohnhaus mit Halbwalm, im Kern wohl 15./16. Jahrhundert | D-2-62-000-730  | BW                                                             |
| Sträubl B 8 (Standort)                                                                  | Denkmal                                                                                 | Errichtet anlässlich der Eröffnung der Donaustraße, Löwenskulptur auf Inschriftensockel, von Christian Jorhan d. J., bezeichnet 1823. | D-2-62-000-729  | Denkmal                                                        |
| Sturmberg Sturmbergweg 16; Sturmbergweg 22; Sturmbergweg 18; Sturmbergweg 20 (Standort) | Ehemals Gutshaus des Landguts Sturmberg                                                 | Zweigeschossiger Mansardwalmdachbau, im Kern 18. Jahrhundert, renoviert laut Inschrifttafel 1803; östlich Kapellenbau St Johannes Nepomuk, barocker kleiner Saalbau mit Mansardwalmdach, um 1730; mit Ausstattung; südliches Wohnhaus, zweigeschossiger Walmdachbau, 1. Hälfte 20. Jahrhundert; südwestliches Wohnhaus, zweigeschossiger Walmdachbau mit Risalit, 1. Hälfte 20. Jahrhundert; Nebengebäude, kleiner Satteldachbau aus verputztem Natursteinmauerwerk und baulich integriertem Torpfeiler, 19. Jahrhundert; Stadel, mit Flachsatteldach und verschaltem Giebelbereich, bezeichnet 1926; ehemaliger Barockgarten, südlich begrenzt durch Mauer mit Balustrade, 18. Jahrhundert | D-2-62-000-668  | weitere Bilder                                                 |
| Sulzsteg Sulzsteg 10 (Standort)                                                         | Wohnhaus                                                                                | Ehemals Haus beim Walcher, dreigeschossiger Satteldachbau mit weitem Dachüberstand und Blockbau-Obergeschoss, wohl 1. Hälfte 18. Jahrhundert | D-2-62-000-731  | BW                                                             |
| Thann Neustifter Straße 22 (Standort)                                                   | Dreiseithof                                                                             | Wohnstallhaus, Blockbau mit Traufseitschrot und Satteldach, im Kern 1. Hälfte 18. Jahrhundert, hakenförmig angeschlossener Stadel mit ehemals bemaltem Tor, bezeichnet 1861, im Kern älter; Traidkasten, Satteldachbau mit Traufschrot und kleinen Luftöffnungen, Anfang 19. Jahrhundert | D-2-62-000-732  | BW                                                             |
| Unteröd i.Ilztal Unteröd i. Ilztal 25a (Standort)                                       | Marterl                                                                                 | Schmiedeeisernes Kreuz auf reliefiertem Sockelstein mit Inschrift, bezeichnet 1867. | D-2-62-000-733  | BW                                                             |
| Veste Niederhaus Ferdinand-Wagner-Straße 1 (Standort)                                   | Veste Niederhaus                                                                        | Anlage bestehend aus Palas, Bergfried und niedrigeren nachmittelalterlichen Nebengebäuden, Mitte 13. Jahrhundert, nach Brandschäden Wiederherstellung bis 1444, ehemaliger Bergfried 1809 zum Teil abgetragen, Festungseigenschaft bis 1867, 1890–1907 im Besitz des Malers Ferdinand Wagner, mit Ausstattung; Burgbefestigung zum Teil rekonstruiert Anfang 19. Jahrhundert | D-2-62-000-90   | weitere Bilder                                                 |
| Waging Schärdinger Straße 42 (Standort)                                                 | Wohnhaus                                                                                | Zweigeschossiger Walmdachbau mit Eckquaderung, Mitte 19. Jahrhundert; ehemalige Remise, Walmdachbau mit drei Toren, gleichzeitig; ehemaliges Waschhaus, Walmdachbau, gleichzeitig. | D-2-62-000-514  | BW                                                             |

## Ehemalige Baudenkmäler
In diesem Abschnitt sind Objekte aufgeführt, die früher einmal in der Denkmalliste eingetragen waren, jetzt aber nicht mehr. Objekte, die in anderem Zusammenhang also z. B. als Teil eines Baudenkmals weiter eingetragen sind, sollen hier nicht aufgeführt werden. Aktennummern in diesem Abschnitt sind ehemalige, jetzt nicht mehr gültige Aktennummern.

| Lage                      | Objekt   | Beschreibung | Akten-Nr.      | Bild     |
| ------------------------- | -------- | --- | -------------- | -------- |
| Schmiedgasse 3 (Standort) | Wohnhaus | Viergeschossiger Bau mit Vorschussmauer, im Kern wohl mittelalterlich, nach Stadtbrand 1809 erneuert, Umbau und Fassade von 1862. | D-2-62-000-520 | Wohnhaus |

## Abgegangene Baudenkmäler
In diesem Abschnitt sind Objekte aufgeführt, die früher einmal in der Denkmalliste eingetragen waren, jetzt aber nicht mehr existieren, z. B. weil sie abgebrochen wurden. Aktennummern in diesem Abschnitt sind ehemalige, jetzt nicht mehr gültige Aktennummern.

| Lage                                                                              | Objekt            | Beschreibung                                                                                             | Akten-Nr.      | Bild              |
| --------------------------------------------------------------------------------- | ----------------- | --- | -------------- | ----------------- |
| Linzer Straße 2 (Standort)                                                        | Wohnhaus          | Zweigeschossiger Bau mit Mansardsatteldach, Giebellaube und Gred, Ende 18. Jahrhundert; 2019 abgebrochen | D-2-62-000-319 | Wohnhaus          |
| Poltlbauer Poltlbauerweg (an der Einmündung in die Eduard-Hamm-Straße) (Standort) | Kreuzigungsgruppe | Farbig gefasste (über-)lebensgroße Skulpturen, wohl 17. Jahrhundert; durch Brand 2017 zerstört.          | D-2-62-000-216 | Kreuzigungsgruppe |